# Frankfurt (Main) Hauptbahnhof

Bahnhofsschild – Frankfurt – Internationale Messestadt

Frankfurt (Main) Hauptbahnhof ist der größte Bahnhof in Frankfurt am Main. Mit täglich etwa 493.000 Reisenden ist er nach dem Hamburger Hauptbahnhof der am zweitstärksten frequentierte Fernbahnhof in Deutschland. Der 1888 als „Centralbahnhof Frankfurt“ eröffnete Kopfbahnhof gehört zu den 21 Bahnhöfen der höchsten Preisklasse von DB InfraGO und zählt zur 2018 von DB Netz AG eingeführten Kategorie der Metropolbahnhöfe. Aufgrund seiner zentralen Lage bezeichnet ihn die Deutsche Bahn AG als wichtigste Verkehrsdrehscheibe im deutschen Zugverkehr.
An Spitzentagen passieren circa 1170 Züge den Kopfbahnhof. Mit insgesamt 493.000 Reisenden und Besuchern pro Tag war er 2019 der Bahnhof mit dem zweitgrößten Aufkommen in Deutschland. Neben dem Hauptbahnhof hat Frankfurt mit dem Südbahnhof, dem Westbahnhof und dem Flughafen-Fernbahnhof drei weitere Fernbahnhöfe.
Unter dem Bahnhofsgebäude befinden sich ein viergleisiger S-Bahnhof und ein U-Bahnhof, mit denen der Anschluss an das innerstädtische und regionale Schnellbahnnetz hergestellt ist.

## Lage
Der Bahnhof liegt im Frankfurter Stadtteil Gallus am südwestlichen Ende des Alleenrings. Teile der „B‑Ebene“ liegen unterhalb des Bahnhofsviertels. Das Gebäude wird im Süden durch die Mannheimer Straße, im Norden durch die Poststraße und im Osten durch den Platz Am Hauptbahnhof begrenzt. Im Westen liegt das Gleisvorfeld.

## Geschichte

### Ausgangssituation
Bevor der Hauptbahnhof auf dem Galgenfeld gebaut wurde, standen am damaligen Stadtrand, der Gallusanlage, dem Areal des heutigen Bahnhofsviertels, die drei Westbahnhöfe als Endpunkte der Taunusbahn, der Main-Weser-Bahn und der Main-Neckar-Bahn.

### Planungen

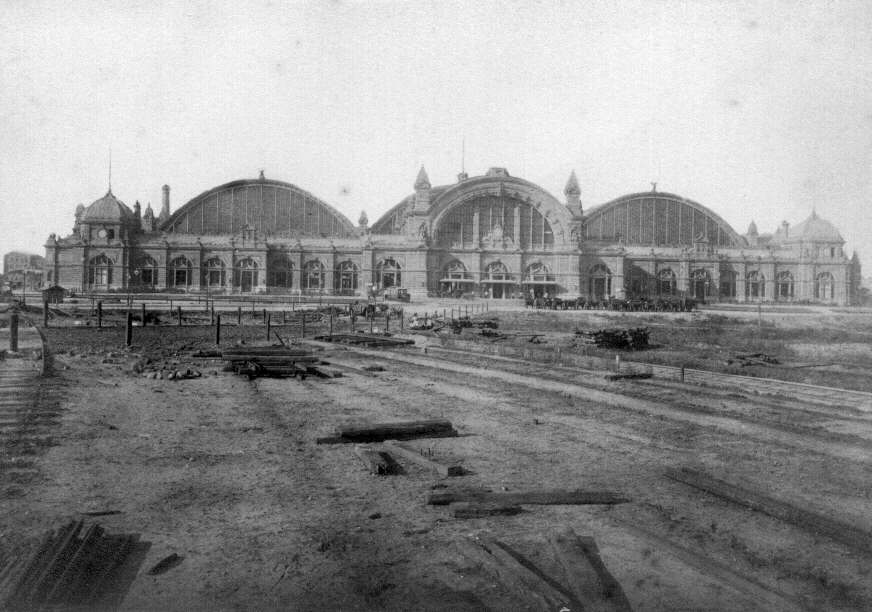
Das neue Empfangsgebäude am Eröffnungstag, davor die noch im Rückbau befindlichen Bahnanlagen des Main-Neckar-Bahnhofs

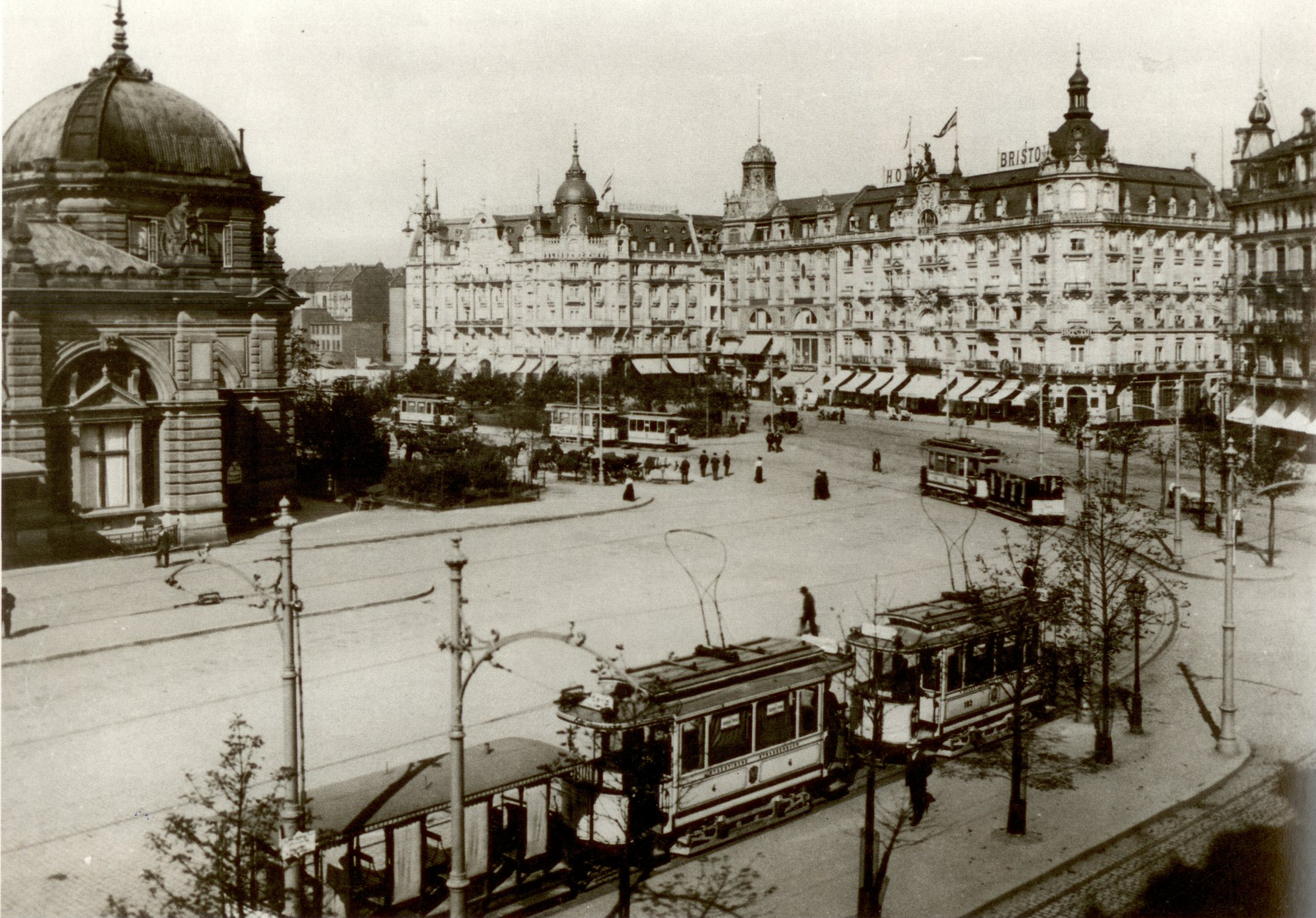
Bahnhofsvorplatz 1903

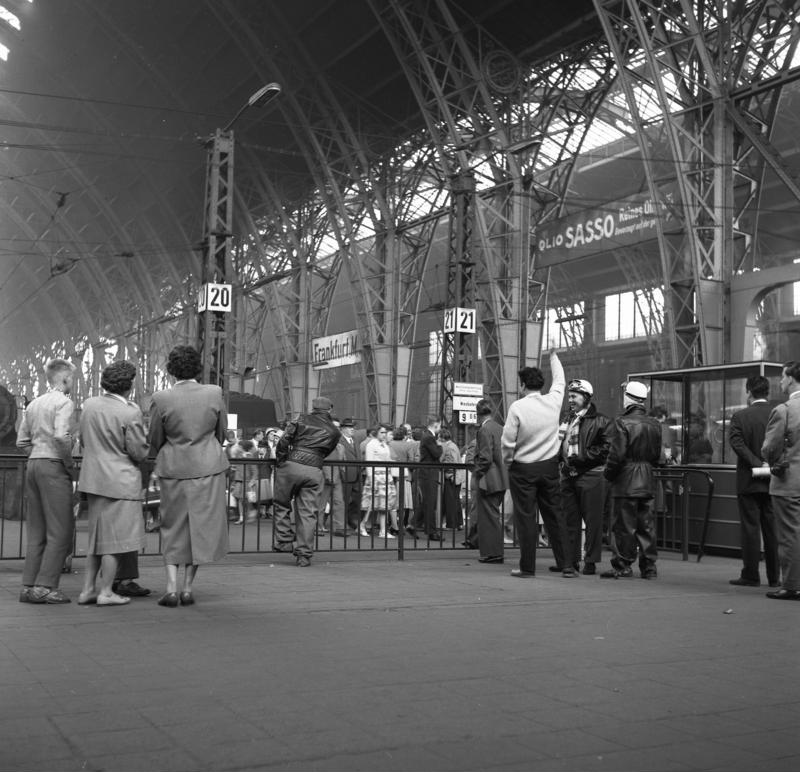
Bahnhofshalle 1960 noch mit Bahnsteigsperre

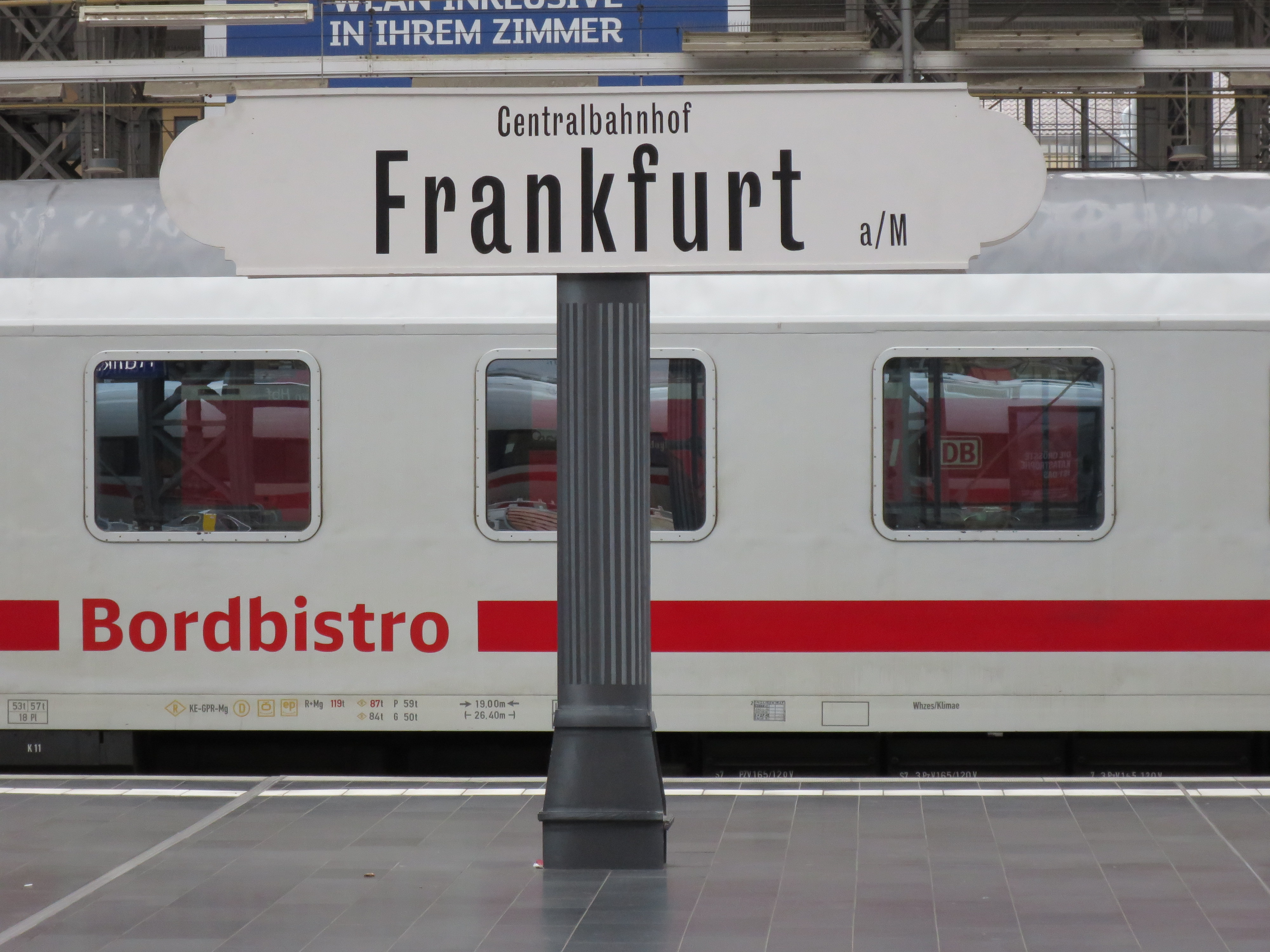
Nachbildung eines ursprünglichen Bahnhofsschildes

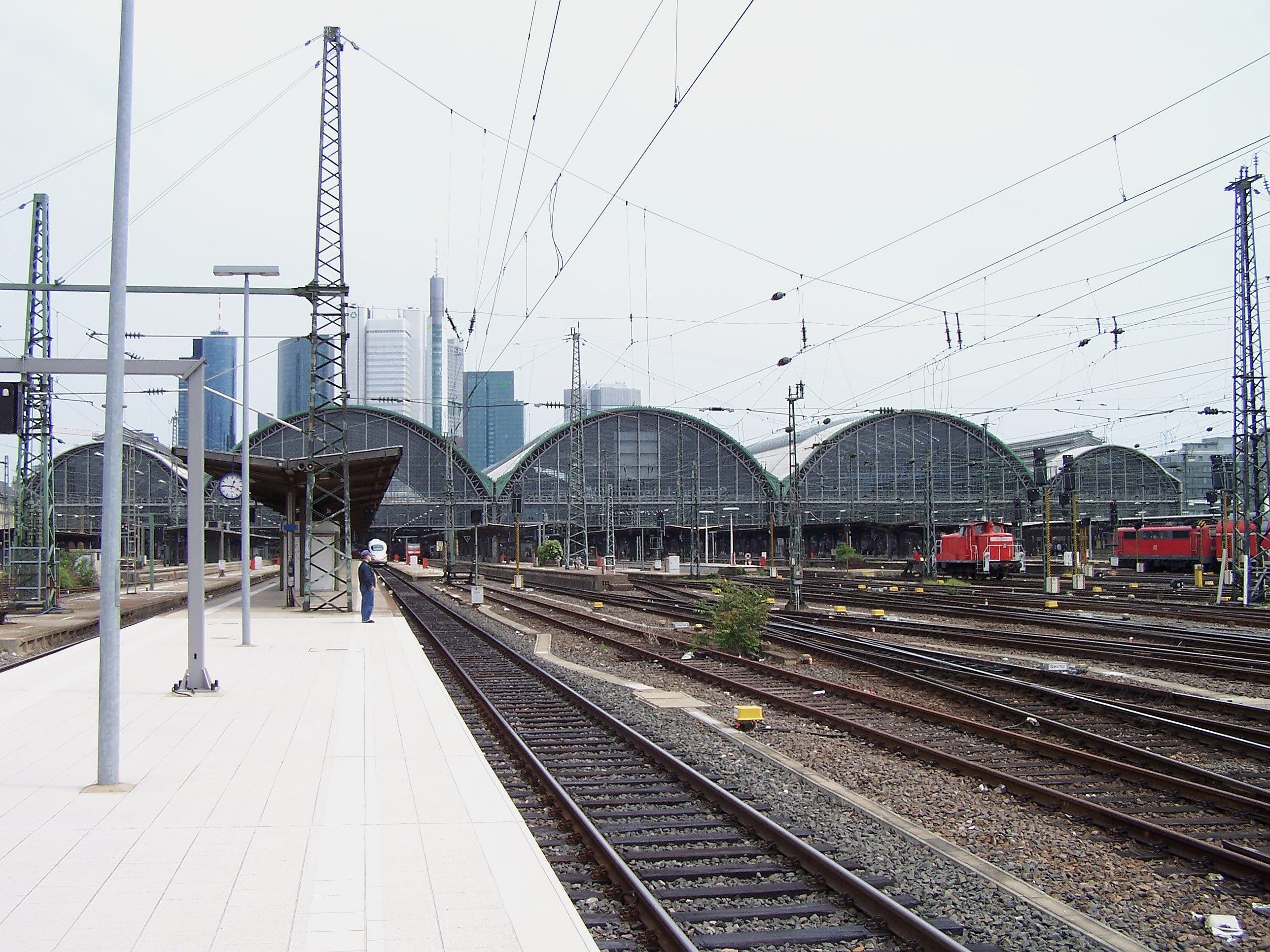
Gleisseite der fünf Bahnsteighallen

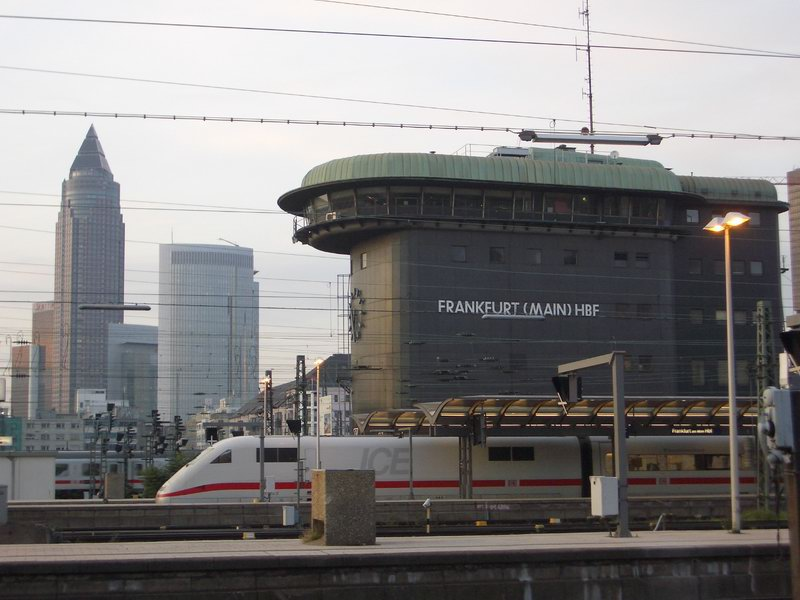
Historisches Stellwerk, heute unter Denkmalschutz

Durch das erhöhte Aufkommen an Reisenden am Ende des 19. Jahrhunderts wurde die Kapazität der drei Westbahnhöfe zunehmend unzureichend, allerdings wurden Änderungen durch die territorialen Zugehörigkeiten der die Freie Stadt Frankfurt umgebenden Staaten erschwert. Nach der Annexion Frankfurts, Nassaus und Hessen-Kassels durch Preußen 1866 waren die diesbezüglichen Hindernisse weitgehend ausgeräumt, so dass die Planung für einen Centralbahnhof ernsthaft aufgenommen wurde. Die Unzulänglichkeit des bestehenden Zustandes wurde vor allem im Deutsch-Französischen Krieg 1870/71 offenbar, als die Truppenbewegungen durch die verteilt liegenden Bahnhöfe spürbar behindert wurden. Der neue Bahnhof sollte, wie auch schon die drei Westbahnhöfe zuvor, als Kopfbahnhof verwirklicht werden. Zunächst wurde ein Großbahnhof mit 34 Bahnsteiggleisen geplant. Wegen der riesigen Dimension kam dann aber eine Variante mit „nur“ 18 Bahnsteiggleisen zum Zuge. Post- und Güterabfertigung sollten unter der Bahnhofshalle erfolgen, der Nahverkehr außerhalb abgefertigt werden, was durch den später errichteten Güterbahnhof realisiert wurde. Die Stadtverordnetenversammlung, die erst ab 1875 ein Mitspracherecht bekam, wollte außerdem die Bahnanlagen vom Anlagenring ins ehemalige Galgenfeld (siehe Geschichte des Gallus) verlegen. Auf der dadurch vom Bahnbetrieb frei werdenden Fläche des Gleisfeldes der Westbahnhöfe sollte ein neuer Stadtteil mit der Kaiserstraße als Hauptachse entstehen. Diese Variante hatte zudem den großen Vorteil, dass während der Bauphase der Betrieb weitgehend ungestört erfolgen konnte, da der neue Bahnhof die bisherigen Strecken kaum beeinträchtigte.
Ab 1880 wurde von der Preußischen Akademie für Bauwesen ein Wettbewerb unter Beteiligung sämtlicher bedeutender Architekten veranstaltet, einen „höchste künstlerische Kraft herausfordernden Denkmalbau“ zu entwerfen. 1881 ging aus diesem Architekturwettbewerb unter 55 eingesandten Entwürfen der des Landbauinspektors und Universitätsbaumeisters Hermann Eggert aus Straßburg im Elsass als Sieger hervor. Er wurde mit der Planung und Baudurchführung des Empfangsgebäudes beauftragt. Der Berliner Architekt Johann Wilhelm Schwedler, der auf die Eisenbauweise spezialisiert war, erzielte den zweiten Platz. Er wurde zum Konstrukteur der drei neuartigen in Eisenkonstruktion ausgeführten Bahnhofshallen mit 28 Metern hohem Tonnengewölbe, die je drei Bahnsteige zu sechs Gleisen umfassten.

### Realisierung
Am 18. August 1888 konnte nach nur fünf Jahren Bauzeit der Centralbahnhof Frankfurt eingeweiht werden. In den nächsten Jahren entstand das östlich des Empfangsgebäudes liegende Bahnhofsviertel, ein Areal, das bis etwa 1900 vollständig bebaut wurde. Bis zum Bau des Leipziger Hauptbahnhofs 1915 war der Frankfurter Hauptbahnhof der größte Bahnhof Europas.

### Bahnbetrieb
Der Hauptbahnhof Frankfurt am Main wurde für Linienbetrieb eingerichtet. Ein- und Ausfahrgleise einer Strecke lagen dabei nebeneinander.
Bereits am Abend des Eröffnungstages konnte ein Zug nicht rechtzeitig bremsen und überfuhr den Prellbock. Dabei wurden die Lok und das Pflaster des Querbahnsteigs beschädigt. Dies war der Beginn einer ganzen Serie derartiger Vorkommnisse, die in der Presse einigen Spott auslösten. So fuhren beispielsweise am 8. Juni, 4. Oktober und 27. Oktober 1889 drei Züge der Hessischen Ludwigsbahn über den Prellbock hinaus. „Höhepunkt“ war die „schwungvolle“ Überfahrt der Lokomotive des Ostende-Wien-Express am 6. Dezember 1901. Dabei kamen Lokomotive und Schlepptender erst im Wartesaal der ersten und zweiten Klasse zum Stehen.
Viele Lokomotivführer fuhren deshalb sehr vorsichtig in den Bahnhof ein und kamen in einigem Abstand vor den Prellböcken zum Halt. Das wiederum führte dazu, dass die letzten Wagen der Züge vor den Bahnsteigen zum Halten kamen, was der Betriebsleitung aber auch nicht Recht war. Die Lokführer wurden ermahnt, „möglichst nahe an die Prellböcke heranzufahren“.

### Erweiterungen und Umbauten
1924 wurde das Gebäude um zwei äußere Hallen im Neoklassizistischen Stil erweitert. Die Gleiszahl erhöhte sich auf 25 (Gleise 1 bis 24 und 1a). Am Südeingang wurden Reliefs mit Motiven der Wandervogel-Bewegung angebracht.
Im Zweiten Weltkrieg war der Bahnhof Ziel von Luftangriffen der Alliierten, so z. B. am 11. Dezember 1944, als knapp 1000 Tonnen Mehrzweckbomben auf den Bahnhof abgeworfen wurden. Dieser war allerdings durch die Luftangriffe auf Frankfurt am Main auch schon zuvor beschädigt. Vor allem die Verglasung der Bahnsteighallen war zerstört. Um die Fahrgäste vor Regen zu schützen, wurden die ehemaligen Glasflächen zum Teil mit Holz geschlossen, ein Provisorium, das nahezu 60 Jahre erhalten blieb. Dienststellen, die betrieblich nicht unbedingt vor Ort sein mussten, wurden ausgelagert, das Fundbüro zum Beispiel in den Bahnhof Frankfurt-Höchst.
1956 wurde der Bahnhof vollständig elektrifiziert.
Zwischen 1955 und 1957 wurde ein 22 Meter hoher Stellwerksturm errichtet. In ihm wurde 1957 das damals größte und modernste Gleisbildstellwerk Europas (mit Zugnummernmeldeanlage) in Betrieb genommen. 16 Bediener steuerten die 15.000 Relais umfassende Anlage. Das auf Höhe der Gleise 9 und 10 errichtete Gebäude steht heute unter Denkmalschutz.
Ebenfalls 1957 wurden neun Rangier-Dampfloks durch sieben Diesel-Rangierloks ersetzt. In den frühen 1960er Jahren wurde die größte Expressgutabfertigung Deutschlands unter dem Bahnhof eingerichtet. Allein 15 Millionen Stück Gepäck und Expressgut wurden in diesen Jahren jährlich abgefertigt. Zu den Anlagen gehörte auch ein Versorgungszentrum für den Bahnhof und die Speisewagen, mit eigener Konditorei, Großbäckerei und Metzgerei. Zwei Bahnpostämter gehörten ebenfalls zu den umfangreichen Anlagen, ebenso wie 70 Lastenaufzüge.
Im Lichte wachsender innerstädtischer Verkehrsprobleme wurde in den 1960er Jahren die Idee einer innerstädtischen Verbindungsbahn trotz betriebswirtschaftlicher Unrentabilität wieder aufgegriffen.
Mit dem B-Tunnel der Frankfurter U-Bahn in der Innenstadt begann 1971 der Bau der unterirdischen Bahnanlagen. Als Verteilungsebene entstand eine große Ladenpassage (B-Ebene), von der aus zwei je viergleisige Schnellbahnhöfe – ein U-Bahnhof (C-Ebene), sowie ein S-Bahnhof (D-Ebene) – und eine dreigeschossige Tiefgarage (die zum Teil auch als Zivilschutzraum genutzt werden kann), durch zahlreiche Gänge und Treppen erschlossen wird. Dies waren damals die ersten öffentlichen Fahrtreppen in der Stadt. Von der 1978 eröffneten B-Ebene ist auch die Straßenbahnhaltestelle auf dem Platz vor dem Hauptbahnhof, Am Hauptbahnhof zu erreichen – ab Eröffnung ausschließlich auf diesem Weg, inzwischen gibt es auch wieder einen Fußgängerüberweg auf Straßenniveau.
Die unterirdischen Anlagen wurden in offener Bauweise errichtet: Für den Bau des unter der Fernbahnhalle liegenden S-Bahnhofs wurde der Nordflügel des Empfangsgebäudes ab 12. Januar 1972 abgetragen und später unter Verwendung der originalen Fassadenverkleidung neu errichtet. Die unterirdischen Bahnhöfe wurden 1978 in Betrieb genommen.
Zeitgleich entstand auch ein zweigeschossiger Luftschutzbunker, der Bahnangestellten im Ernstfall Schutz bieten sollte. Aus diesem Bunker konnte der gesamte Telefonbetrieb abgewickelt werden. Weiterhin war eine Bedienung der Lautsprecheranlage möglich. Auch wenn heute keine Vorräte wie Konservendosen mehr eingelagert werden, sind die technischen Anlagen (Luftfilteranlagen, Stromgeneratoren) weiterhin voll einsatzbereit.
Bereits Anfang der 1970er Jahre wurde die Bahnsteigkartenpflicht aufgehoben und die dazu notwendigen Bahnsteigsperren zurückgebaut.
Zur Einführung des ICE-Betriebs im Juni 1991 wurden die beiden Bahnsteige der Gleise 6 bis 9 verbreitert, erhöht und verlängert. Der Platz für die Verbreiterung wurde gewonnen, indem die – inzwischen funktionslosen – Gepäckbahnsteige abgerissen wurden.
Von 2002 bis 2006 wurden die unter Denkmalschutz stehenden Dächer der fünf Bahnsteighallen im laufenden Betrieb unter Berücksichtigung denkmalpflegerischer Aspekte komplett erneuert. Insgesamt wurden etwa 60.000 Quadratmeter Dach- und Wandverkleidung, davon etwa 30.000 Quadratmeter Glasfläche, erneuert und 5000 Tonnen Stahl ausgetauscht. Für diese Grundinstandsetzung wurde als Montagekonzept ein spezielles Taktverfahren entwickelt. In zehn Metern Höhe wurde für die Dauer der Bauarbeiten eine Montage- und Transportplattform über die Länge des Daches eingezogen. Im mittleren Bereich dieser Plattform wurden Turmdrehkrane installiert. Stützlasten bis zu 150 Tonnen je Stütze wurden teilweise bis in die Kellergeschosse durchgeleitet und dort gegründet. Im Taktverfahren waren alle Arbeitsgänge so integriert, dass alle zwei Wochen die Plattformen um ein Feld (9,3 Meter) je Halle verfahren wurden. Schraubverbindungen anstatt Nieten dienen seitdem als Verbindungsmittel, die eigens entwickelte Nietkopfschraube erlangte die Zulassung im Einzelfall durch das Eisenbahn-Bundesamt. Durch die Sanierung des Bahnhofsdaches wird deutlich mehr Tageslicht eingelassen. Die Binder, die das Dach tragen, wurden wie im Originalzustand hellgrau gestrichen und wirken damit heller. Die Zierrosetten in den Zwickeln sind nun dunkelblau gestrichen und kommen so besser zur Geltung. Das gesamte Baugeschehen spielte sich nahezu unbemerkt zehn Meter über den Köpfen der Reisenden ab.
Kurz nach Beginn der Arbeiten kam es zu einem Zwischenfall. Bei Schweißarbeiten geriet ein Teil des Daches des Nordteils des Empfangsgebäudes in Brand. Hierbei wurde die „Lüftungszentrale Nord“ fast komplett zerstört und musste erneuert werden. Da während des Brandes weiter Luft angesaugt wurde, kam es auch im Inneren des Gebäudes, vor allem in der B-Ebene, zu Verschmutzungen und Schäden.
Insgesamt wurden 117 Millionen Euro in die Dachsanierung investiert. Die Kosten wurden zu 80 Prozent durch den Bund getragen.
2013 wurde die Fassade saniert.
Auch die sonstige Innengestaltung der Bahnhofs- und Empfangshallen sowie des Tiefbahnhofs wurde modernisiert. An Stelle der alten Fallblattanzeiger sind an den Bahnsteigen inzwischen Flüssigkristallbildschirme getreten. Sieben kubische Glas- und Stahlpavillons haben – wie im Wiesbadener Hauptbahnhof – die vorherige Bebauung des Querbahnsteigs abgelöst. Mitte 2006 sind ebenfalls kubische und transparente Aufzüge von den S-Bahnsteigen zur U-Bahn und auf den Querbahnsteig der Bahnsteighalle installiert worden.
Aufgrund des häufigen Diebstahls von Kofferkulis, der einen jährlichen Schaden von bis zu 30.000 Euro verursachte, wurde im Frankfurter Hauptbahnhof ein Sicherungssystem installiert, das ein Entfernen der Gepäckwagen vom Gelände der Bahn verhindern sollte. Beim Überschreiten einer roten Markierung blockierte das Vorderrad. Dieses System wurde ursprünglich für Einkaufswagen entwickelt und entsprechend angepasst. Der Verleih von Kofferkulis wurde später eingestellt, in Anbetracht der gestiegenen Fahrgastzahlen wäre für einen sicheren Betrieb auch kein Platz mehr.
1998 begann die Planung sowie Ende 2001 die Umsetzung eines Elektronischen Stellwerks vom Typ SIMIS C, dessen vierstufige Inbetriebnahme am 27. November 2005 abgeschlossen wurde. Es ersetzt das Gleisbildstellwerk von 1957, das insgesamt etwa 20 Millionen Zug- und 100 Millionen Rangierfahrten abwickelte. Das zwischen den Gleisen 9 und 10 angesiedelte Stellwerk Fpf galt zum Zeitpunkt seiner Inbetriebnahme als größtes und modernstes Stellwerk in Europa. Seit 27. März 1986 waren aufgrund von altersbedingten Verschleißerscheinungen, der Belastung der Anlage sowie der Isolierung der Innenraumverdrahtung Schaltungsänderungen an dem Stellwerk untersagt. Das neue Stellwerk gliedert sich in zwei Unterzentralen (Nord und Süd) und war bei seiner Inbetriebnahme das größte zweigeschossig unterkellerte Stellwerksgebäude Deutschlands.
Die Ein- und Ausfahrgeschwindigkeiten wurden von 30 km/h teilweise auf 40 bis 60 km/h angehoben und neue Fahrmöglichkeiten mit zusätzlichen Weichen geschaffen. Auf allen Zulaufstrecken wurde ein Gleiswechselbetrieb eingeführt, 13 Bahnsteiggleise des Hauptbahnhofs ferner in zwei Abschnitte eingeteilt (Zugdeckungssignale). Insgesamt umfasst die Anlage 845 Stelleinheiten, darunter 340 Weichen und Gleissperren sowie 67 Hauptsignale. Das Stellwerk wird heute aus der Betriebszentrale Frankfurt am Main von sechs Fahrdienstleitern und einem Knotendisponenten fernbedient. In das Stellwerk wurden 132 Millionen Euro investiert.

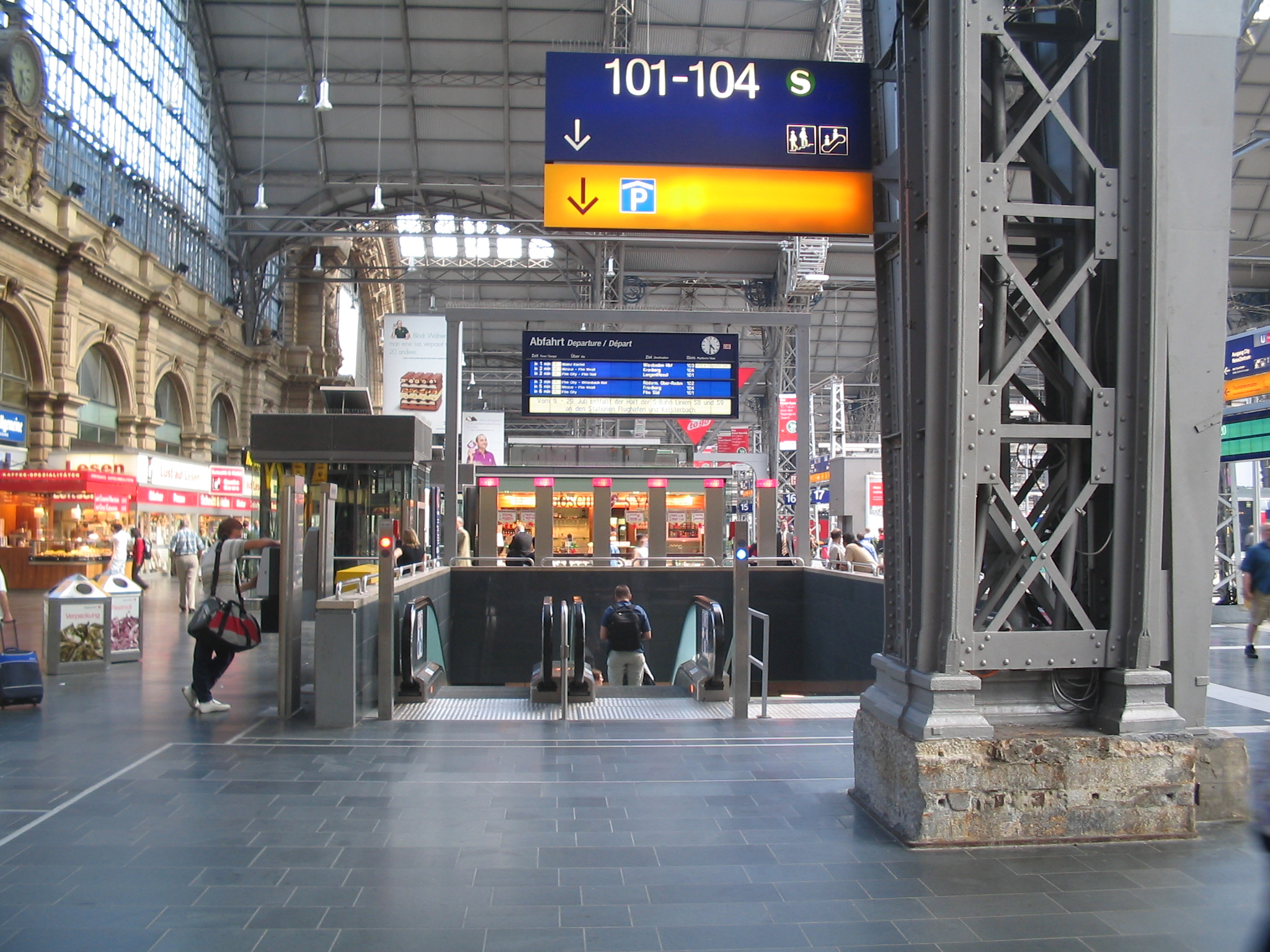
Nördlicher Abgang zur S-Bahn vom Querbahnsteig

Mit dem neuen Stellwerk wird die Grundlage für zahlreiche Erweiterungen und Umbauten an den Gleisanlagen des Hauptbahnhofs und der zulaufenden Strecken gelegt, um die Bahnsteiggleise des Hauptbahnhofs zukünftig besser auszulasten und dessen Kapazität zu steigern. Ab 2016 wurden an jenem Stellwerk Fahrtankündiger erprobt.
Als Vorbereitung auf die Fußball-Weltmeisterschaft 2006 wurde seit November 2005 das Wegeleitsystem erneuert. Durch den Austausch der teilweise veralteten Beschilderung sollte eine schnelle und einfache Orientierung innerhalb des Bahnhofes möglich werden.
Bis 2007 wurden zudem die seit Jahrzehnten nicht mehr durchgängig erneuerten Fußböden und die Verkleidungen der Treppen einheitlich mit schwarzem Granit aus China belegt. Im Anschluss daran war eine Umgestaltung des Bahnhofsvorplatzes, der B-Ebene und der S-Bahn-Station vorgesehen.
Von Juli bis September 2010 wurde der Bahnsteig 12/13 abgetragen und neu gebaut. Die Bahnsteigdecke wurde mit Betonsägen von der Unterkonstruktion getrennt, abschnittsweise abgebrochen und in Betonfertigteilen neu erstellt. Der neue Bahnsteig erhielt den gleichen Granit-Bodenbelag wie schon der Querbahnsteig und die Hauptbahnsteige. Der außerhalb der Halle liegende Teil wird mit einem neuen, 130 Meter langen Bahnsteigdach versehen. Insgesamt kostete die Bahnsteigsanierung 8,5 Millionen Euro.
Im Oktober 2020 begann der Umbau der B-Ebene und der Empfangshalle, die binnen acht Jahren vollständig umgestaltet werden. Dazu wurde die B-Ebene gesperrt. Bund, DB, Stadt und Verkehrsgesellschaft Frankfurt investieren zusammen 375 Millionen Euro. Bis Ende 2024 soll zunächst die Empfangshalle umgebaut werden, der Vorplatz anschließend folgen. Zur Fußball-Europameisterschaft wurde 2024 ein Teil der B-Ebene wieder geöffnet. Die vollständige Inbetriebnahme ist für 2026 geplant.

### Weitere Ausbauten
Die Kapazität einiger Zulaufstrecken gilt als erschöpft. Mehrere Linien (z. B. ICE-Linie 13 und RB-Linie 58) können teilweise nicht mehr über den Hauptbahnhof geführt werden. Für lange Fernzüge in Nord-Süd-Relation werden aus Gründen der Beschleunigung vorwiegend nur vier Bahnsteiggleise (Gleise 6 bis 9) genutzt.
Um eine Reihe von verkehrlichen Nachteilen von Kopfbahnhöfen im Allgemeinen und des Frankfurter Bahnknotens im Speziellen zu mildern, wurden seit der Inbetriebnahme des Frankfurter Hauptbahnhofs immer wieder Ideen und Vorschläge diskutiert, die Nachteile zu mildern oder den Bahnhof als Ganzes zu verlegen. Diese Vorschläge wurden aufgrund von technischen Problemen und fehlender Wirtschaftlichkeit verworfen.
In den 1980er und 1990er Jahren wurden verschiedene Varianten von unterirdischen Durchgangsbahnhöfen diskutiert. Das daraus hervorgegangene Konzept Frankfurt 21 sah vor, den Frankfurter Hauptbahnhof in einen zwölfgleisigen Durchgangsbahnhof umzubauen. Das 1996 vorgestellte Projekt wurde 2001 wegen fehlender Finanzierung zurückgestellt. Im weiteren Verlauf wurde das Projekt RheinMain plus verfolgt.
Die Deutsche Bahn plant, den Fern- und Regionalverkehr aus Richtung Mannheim, Mainz und der Neubaustrecke Köln-Rhein/Main zu entmischen. Fast der gesamte Fernverkehr soll auf der Südseite des Hauptbahnhofs, in den Gleisen 1 bis 8, konzentriert und Fahrstraßenkonflikte vermindert werden. Ein Teil des Regionalverkehrs soll auf die Nordseite verlagert werden. Dazu ist bis 2030 unter anderem der Bau einer als Kraftwerkskurve bezeichneten Verbindungskurve von Frankfurt Süd in die Bahnsteiggleise 1 bis 3 sowie der Einbau zusätzlicher Weichen im Vorfeld des Hauptbahnhofs vorgesehen. Von Juni 2017 bis November 2021 wurde der Homburger Damm zweigleisig ausgebaut. Nach Angaben von 2017 sollte der 800 Meter lange Ausbau 131 Millionen Euro kosten, letztlich wurden die Kosten mit rund 180 Millionen Euro angegeben. Die Kosten wurden vom Bund finanziert. Betrieblich soll die Strecke als „Ffm Hbf–Mainzer Landstraße“ bezeichnet werden.
Bis 2019 sollten der Zugang von der B-Ebene und der Bahnhofsvorplatz für 175 Millionen Euro umgebaut werden. Für 134,5 Millionen sollen zwischen Anfang 2016 und Anfang 2019 mehr als 1000 Quadratmeter neue Einkaufsflächen entstehen. Die Stadt beteiligt sich daran mit 27,5 Millionen Euro. Bislang nicht genutzte Kellergeschosse sollen dafür genutzt werden. Am 21. Dezember 2015 unterschrieben die Deutsche Bahn und die Stadt Frankfurt einen Vertrag über die Modernisierung der unterirdischen Verteilerebene und zur Schaffung zusätzlicher Zugänge. Die Arbeiten sollten nunmehr im vierten Quartal 2016 beginnen und Mitte 2020 abgeschlossen werden. An den Baukosten von 135 Millionen Euro beteiligt sich die Stadt Frankfurt mit 27,5 Millionen Euro.
Im Mai 2025 wurden auf sechs Bahnsteiggleisen (10, 11, 14 bis 17) Zugdeckungssignale in Betrieb genommen und somit können nun Doppelbelegungen ermöglicht werden, parallel dazu wurde die ab Ende des Weichenbereichs zulässige Ausfahrgeschwindigkeit nach Niederrad (Strecke 3520) von 60 auf 80 km/h erhöht.
Ab Januar 2026 soll auf der Nordseite des Bahnhofs ein zusätzliches Gleis 25 gebaut werden. Vorgesehen ist, den Bahnsteig am Gleis 24 zurück- und anschließend in einen neuen barrierefreien Mittelbahnsteig an den Gleisen 24 (240 m Nutzlänge) und 25 (180 m Nutzlänge) umzubauen. Im Gleisfeld soll eine „Doppelweiche“ eingebaut werden. Das Planfeststellungsverfahren wurde im Juli 2024 beantragt, das Anhörungsverfahren im Oktober 2024 begonnen.
Darüber hinaus gibt es neun Bausteine für kapazitätserhöhende Maßnahmen im Vorfeld des Hauptbahnhofs, insbesondere zusätzliche Weichen.
Der geplante Fernbahntunnel Frankfurt am Main soll von der Offenbacher Stadtgrenze bzw. vom Ostbahnhof zur Niederräder Mainbrücke verlaufen. Er soll den Hauptbahnhof entlasten und für viele Linien des Fernverkehrs zum unterirdisch gelegenen Durchgangsbahnhof machen. Das Projekt ist im „vordringlichen Bedarf“ des Bundesverkehrswegeplans 2030 enthalten. Die Ergebnisse der Machbarkeitsstudie wurden am 28. Juni 2021 der Öffentlichkeit vorgestellt. Vorgesehen ist eine viergleisige, aus vier Ebenen bestehende Station mit zwei jeweils 420 m langen und 20 m breiten Mittelbahnsteigen. Geplant sind bis zu zwölf Züge pro Bahnsteig und Stunde. Die Vorzugsvariante der unterirdischen Station soll im 1. Quartal 2025 vorgestellt werden. Die Bauzeit wird auf zehn Jahre nach Abschluss der Planung geschätzt. Mit dem Baubeginn wird für die 2030er Jahre, mit der Inbetriebnahme in den 2040er Jahren gerechnet. Die Baukosten werden auf 3,6 Milliarden Euro veranschlagt. Der Ausbau des Knotens ist eines von 13 Infrastrukturprojekten des Deutschlandtakts, die laut dem im November 2021 vorgelegten Koalitionsvertrag der rot-grün-gelben Bundesregierung „beschleunigt auf den Weg“ gebracht und „mit hoher politischer Priorität“ umgesetzt werden sollen.

## Architektur

### Oberirdischer Teil

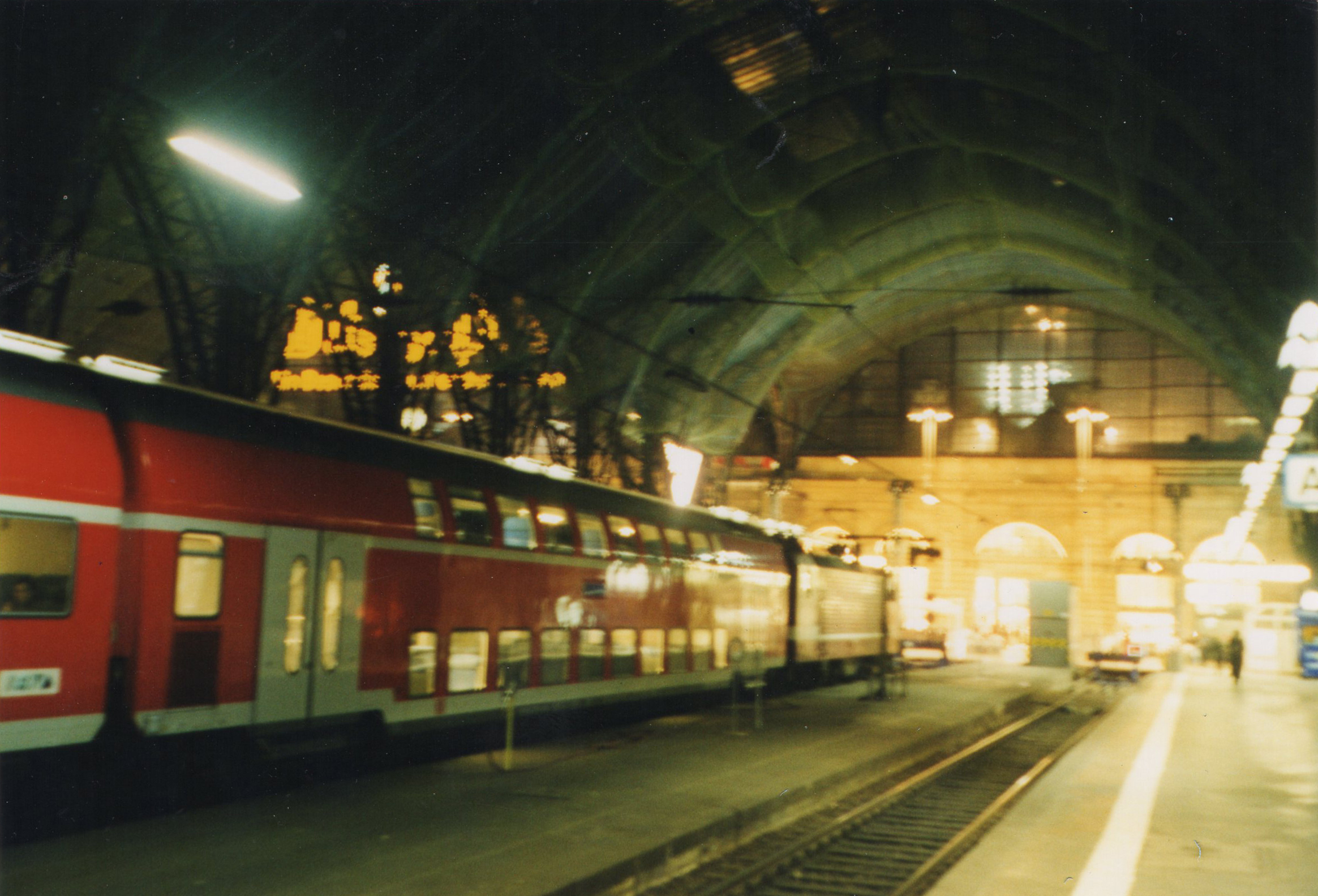
Das Dach, bevor es durch eine Rekonstruktion ersetzt wurde, 2002

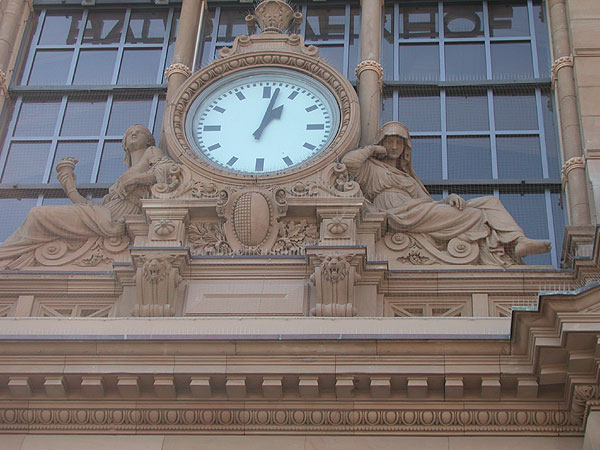
Uhr des Hauptbahnhofs

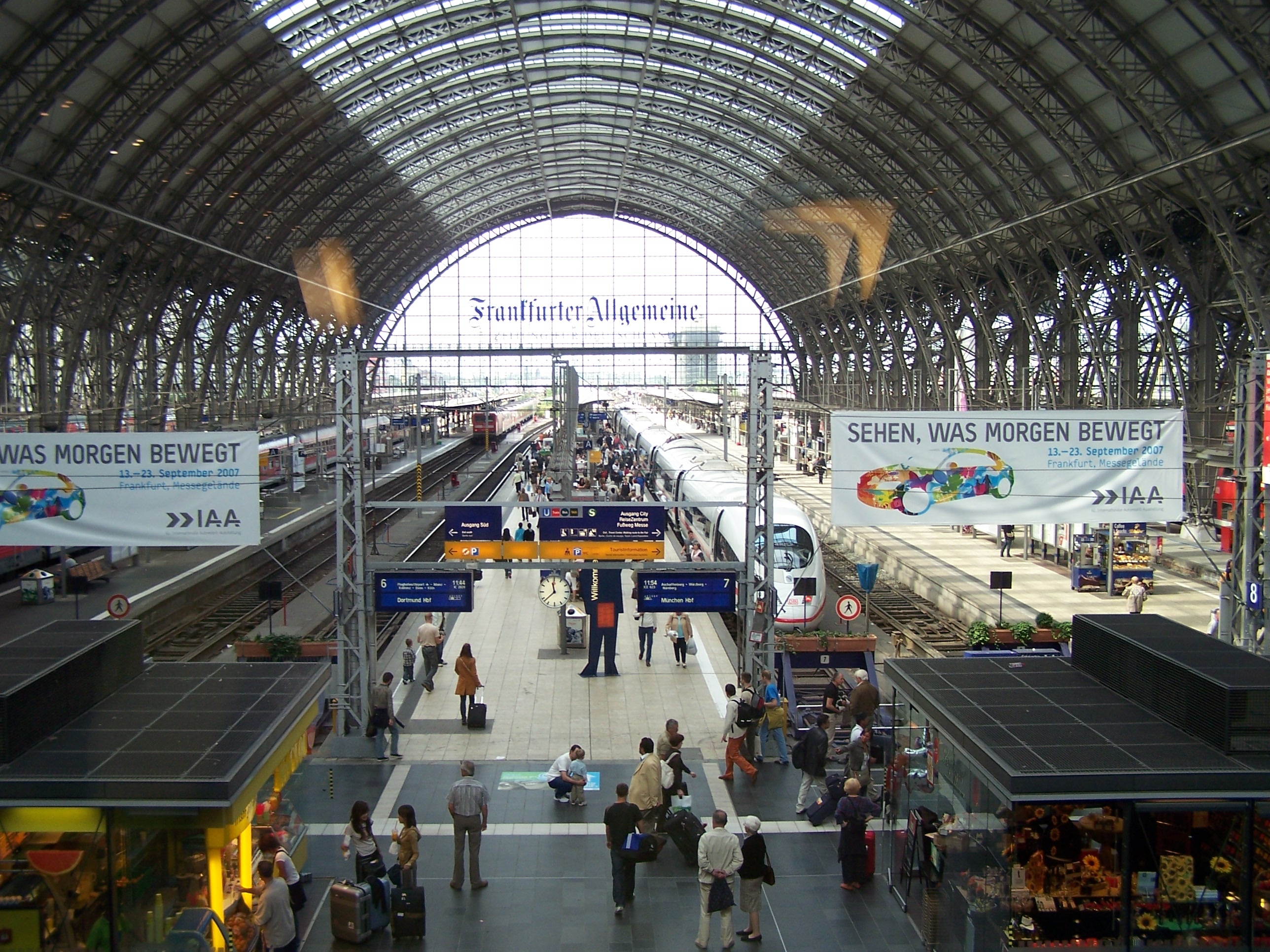
Blick in eine der drei mittleren, größeren Bahnsteighallen aus der DB Lounge

Der oberirdische Teil des Frankfurter Hauptbahnhofs gliedert sich in das Empfangsgebäude und die Bahnsteighalle. Das Empfangsgebäude ist straßenseitig nach Osten gerichtet und öffnet damit den Kopfbahnhof in Richtung Bahnhofsviertel. Die Fassade des älteren Bauteils, den drei mittleren Bahnsteighallen vorgelagert, wurde im Stil der Neorenaissance gestaltet, die Erweiterungen des Empfangsgebäudes von 1924, den beiden äußeren Hallen vorgelagerten in neoklassizistischem Stil. Das Gebäude ist 270 Meter breit. Die Mitte des Empfangsgebäudes bildet die Hauptempfangshalle, deren straßenseitiger Eingang aus drei Türeinheiten gebildet wird, die durch zwei mächtige Pfeiler geteilt werden. In der Mitte darüber befinden sich eine verzierte Uhr mit den Allegorien von Tag und Nacht und das Firmenlogo der Deutschen Bahn mit dem Schriftzug „Hauptbahnhof“. Die Teilung in drei Achsen wird auch im Dachbereich fortgesetzt, wo große Glasflächen das Tageslicht einlassen. Die Dreiteilung der Bahnsteighallen entsprach der ursprünglichen Nutzung durch drei Eisenbahngesellschaften: Taunus-Eisenbahn, Preußische Staatsbahn und Hessische Ludwigsbahn. Zu beiden Seiten der Fassade befindet sich je ein Turm. Auf der Dachmitte steht eine 6,3 Meter hohe in Bronze getriebene Figurengruppe des Braunschweiger Bildhauers Gustav Herold: Atlas, der die Weltkugel auf seinen Schultern trägt, begleitet von Symbolfiguren für Dampf und Elektrizität. Außerdem finden sich Figuren zu Handel und Ackerbau und zu Eisenindustrie und Schifffahrt.
Westlich des Empfangsgebäudes schließt sich die Bahnsteighalle an. Sie besteht aus fünf Stahl- und Glashallen, die auf einer Länge von 186 Metern die Bahnsteige überdachen. Die drei größeren Hallen haben eine Breite von 56 Metern und eine Höhe von 28 Metern, die beiden äußeren kleinen Hallen eine Breite von 31 Metern und eine Höhe von 20 Metern. Über die gesamte Breite der Hallen erstreckt sich der Querbahnsteig, der Zugang zu den 24 oberirdischen Hauptgleisen in den Hallen ermöglicht, nur das außen liegende Gleis 1a kann lediglich indirekt über den Bahnsteig am Gleis 1 erreicht werden. Die rechtwinklig zum Querbahnsteig angelegten Bahnsteige sind zusätzlich durch eine Unterführung (Quertunnel) im Westen verbunden. Außerhalb der Bahnsteighallen sind die Bahnsteige mit Dächern aus verschiedenen Epochen weitergeführt.

### Katakomben

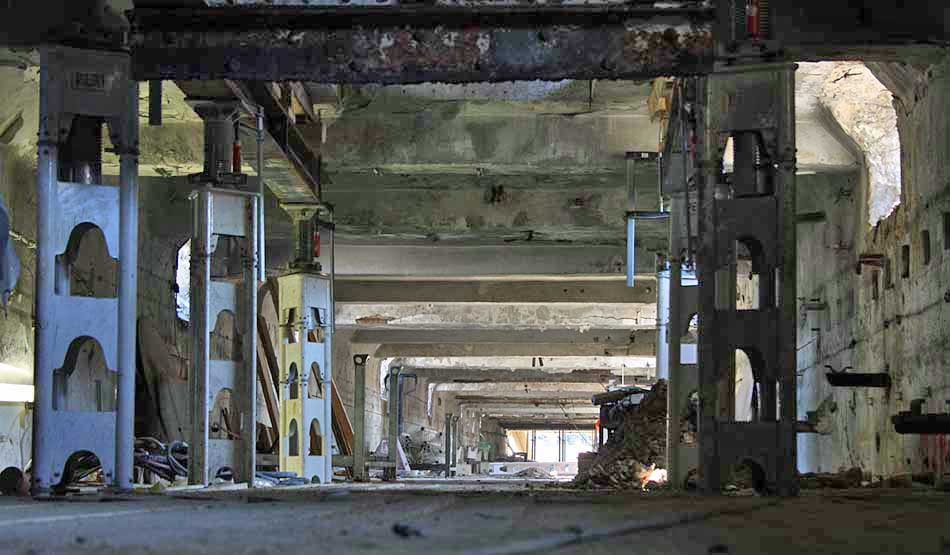
Blick in die Katakomben während der Renovierungen

Unterhalb der Bahnsteighallen erstreckt sich ein weitläufiges System von Tunneln, in denen bis in die 1970er Jahre Post und Gepäck abgefertigt wurden. Sie hießen im Jargon der damaligen Eisenbahner Katakomben und waren ein Problem beim Errichten tragfähiger Gerüstpfeiler für die Dachsanierung, die Pfeiler mussten teilweise durch die Bahnsteige bis in die Tiefebenen hinabgetrieben werden.
In den Katakomben ruhen erhebliche Altlasten, zum Beispiel der ölgetränkte Untergrund der Werkstatt, in der früher die in den Tunneln verkehrenden Dieselschlepper gewartet wurden. Oberhalb des Tiefbahnhofes befinden sich außerdem verschiedene Diensträume, unter anderem ein zusätzliches Stellwerk für den Betrieb der S-Bahn Rhein-Main.

### Tiefbahnhof

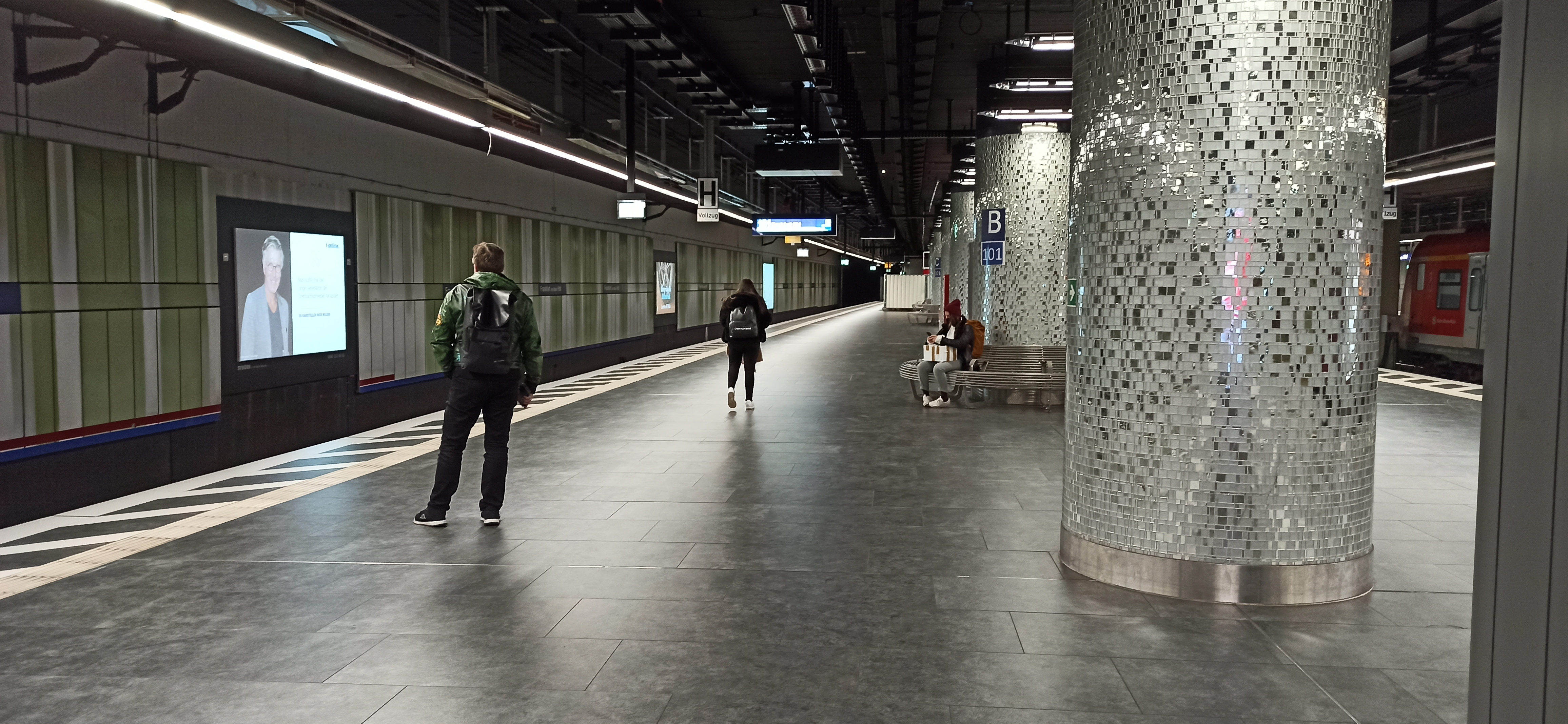
Tiefbahnhof nach der Neugestaltung

Der Tiefbahnhof besitzt vier Gleise (Gleise 101–104) und dient ausschließlich dem S-Bahn-Verkehr. Er befindet sich in der D-Ebene und ist über die Zugänge in der B-Ebene, vom U-Bahnhof über einen Korridor oder vom Querbahnsteig erreichbar. Bedient wird der Tiefbahnhof von den Linien S 1 bis S 6, S 8 und S 9, nicht jedoch von der S 7 und einem Teil der Verstärkerzüge der Linien S 8 und S 9 zum Flughafen.

## Nutzung

### Geschichte
Während der Zeit des Nationalsozialismus wurden von Gleis 16 Deportationen im Rahmen des Holocaust durchgeführt.
Von Frankfurt am Main startete am 8. November 2007 der Zug der Erinnerung.

### Bahnbetrieb
| In Kürze                            | In Kürze                                                 |
| ----------------------------------- | -------------------------------------------------------- |
| Anzahl Betriebsgleise:              | 120                                                      |
| Anzahl Bahnsteiggleise oberirdisch: | 25 Hauptgleise                                           |
| unterirdisch:                       | 4 S-Bahn-Gleise,                                         |
| Zugbewegungen (täglich):            | 342 fern 290 nah                                         |
| Fahrgäste und Besucher (täglich):   | 460.000                                                  |
| ÖPNV                                |                                                          |
| unterirdisch                        | 4 U-Bahn-Gleise (3 für Personenverkehr)                  |
| oberirdisch                         | 3 Trambahnstationen à 2 Gleise, davon 2 im Linienverkehr |

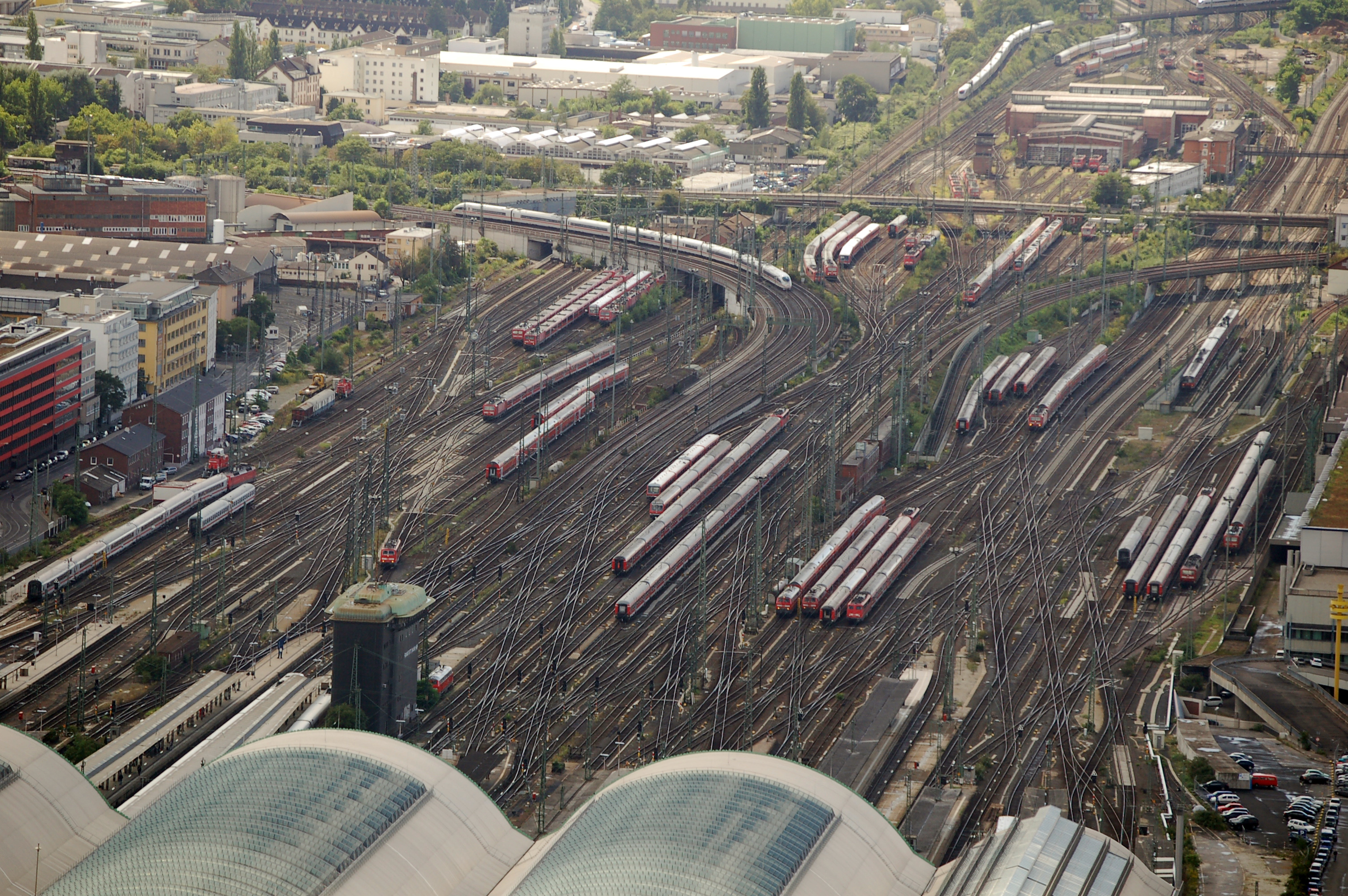
Gleisvorfeld von der Besucherplattform des Main Towers

Im Fernverkehr verkehren 12 der 22 Intercity-Express-Linien sowie zwei der drei ICE-Sprinter-Linien (Stand: Jahresfahrplan 2010) über Frankfurt Hauptbahnhof. Durch die Verlegung einiger Linien zum Flughafen Fernbahnhof und den Südbahnhof wird der Hauptbahnhof entlastet: Zwei ICE-Linien halten planmäßig nur am Flughafen, eine von ihnen fährt anschließend noch den Südbahnhof an. Seit Juni 2007 wird der Frankfurter Hauptbahnhof durch eine ICE-Linie mit Paris verbunden. Seit 2009 wird er ebenfalls einmal täglich von einem TGV nach Paris angefahren, 2012 folgte ein weiterer nach Marseille.
Im Regionalverkehr ist der Hauptbahnhof der Hauptknotenpunkt des Rhein-Main-Verkehrsverbundes (RMV). 15 RMV-Linien beginnen oder enden hier und verbinden Frankfurt regelmäßig mit Wiesbaden, Mainz, Koblenz, Neuwied, Limburg an der Lahn, Kassel, Gießen, Marburg, Treysa, Friedberg (Hessen), Nidda, Glauburg-Stockheim, Wetzlar, Herborn, Dillenburg, Haiger, Siegen, Offenbach am Main, Hanau, Wächtersbach, Bad Soden-Salmünster, Fulda, Aschaffenburg, Würzburg, Nürnberg, Darmstadt, Mannheim, Heidelberg, Dieburg, Erbach (Odenwald), Eberbach, Worms, Saarbrücken, Königstein im Taunus und Brandoberndorf. Im S-Bahn-Betrieb nimmt der Hauptbahnhof ebenfalls eine zentrale Rolle ein. Er wird von allen neun Linien der S-Bahn Rhein-Main angefahren, wobei die S 7 die einzige S-Bahn-Linie ist, die den Hochbahnhof bedient, während alle anderen S-Bahnen – mit Ausnahme einzelner Kurzpendel-Züge der S 8 und S9 – den Tiefbahnhof anfahren.
Im städtischen Nahverkehr wird der Frankfurter Hauptbahnhof von der Verkehrsgesellschaft Frankfurt (VGF) angefahren. Die Straßenbahnlinien 11, 12, 14, 16, 17, 20 und 21 sowie der Ebbelwei-Expreß verkehren hier. Die U-Bahn-Linien U4 und U5, die Omnibuslinien 33, 37, 46 und 64 sowie die Nachtbuslinien n8 und n83 fahren ebenfalls den Hauptbahnhof an.
Der Hauptbahnhof besitzt neben der zentralen Straßenbahnhaltestelle auf dem Bahnhofsvorplatz noch eine Station in der Münchener Straße (Hauptbahnhof/Münchener Straße) und an der Südseite des Empfangsgebäudes (Hauptbahnhof Südseite). In der Nähe des Nordausganges liegt zudem die Haltestelle Platz der Republik.
Des Weiteren gibt es am Hauptbahnhof noch die Bushaltestelle Hauptbahnhof/Karlstraße, welche von der Buslinie 64 und der Nachtbuslinie n8 bedient wird.

## Verkehrsanbindung
Der Bahnhof wird nach DB-Angaben täglich von 342 Fernverkehrszügen, 290 Nahverkehrszügen und 1100 S-Bahn-Zügen bedient (Stand 2008).

### Fernverkehr
Der Eisenbahnknoten Frankfurt ist einer der bedeutendsten in Deutschland. An Spitzentagen halten etwa 400 Fernverkehrszüge im Hauptbahnhof. Von 33 Linien des Schienenpersonenfernverkehrs der Deutschen Bahn, die wenigstens mit vier Zugpaaren pro Tag fahren, passieren 15 den Knoten, dessen zentrales Element der Hauptbahnhof ist. Diese verkehren meist im Zweistundentakt, jedoch ergibt sich durch Überlagerung mehrerer Linien mit ähnlichem Laufweg in vielen Fällen ein Stundentakt, nach Köln und Berlin sogar fast ein Halbstundentakt. Die Nachtreisezüge Euronight und ÖBB Nightjet in Richtung Zürich, Hamburg, Prag, Amsterdam und Innsbruck welche Frankfurt anfahren, halten an den Fernbahnhöfen Frankfurt (Main) Flughafen sowie Frankfurt (Main) Süd und am Hauptbahnhof.
| Linie               | Strecke | Takt |
| ------------------- | --- | --- |
| ICE 4 ICE-Sprinter  | Hamburg-Altona – Hamburg Dammtor – Hamburg Hbf – Hannover – Frankfurt – Darmstadt | ein Zugpaar |
| ICE 11              | (Hamburg –) Berlin – Leipzig – Erfurt – Eisenach – Fulda – Frankfurt – Mannheim – Stuttgart – Augsburg – München | Zweistundentakt |
| ICE 12              | Berlin Ostbahnhof – Wolfsburg – Braunschweig – Kassel-Wilhelmshöhe – Frankfurt – Mannheim – Karlsruhe – Freiburg – Basel (– Interlaken Ost)                                                                             | Zweistundentakt |
| ICE 13              | Berlin Ostbahnhof – Braunschweig – Kassel-Wilhelmshöhe – Frankfurt | einzelne Züge |
| ICE 15 ICE-Sprinter | Berlin Gesundbrunnen – Berlin Hbf – Berlin Südkreuz – Halle (Saale) – Erfurt – Frankfurt | Zweistundentakt |
| ICE 20              | (Kiel –) Hamburg – Hannover – Kassel-Wilhelmshöhe – Frankfurt – Mannheim – Karlsruhe – Freiburg – Basel – Zürich (– Chur)                                                                                               | Zweistundentakt |
| ICE 22              | (Kiel –) Hamburg – Hannover – Kassel-Wilhelmshöhe – Frankfurt – Frankfurt Flughafen – Mannheim – Stuttgart | Zweistundentakt |
| ICE 22              | (München Ost – Nürnberg – Würzburg – Hanau –) Frankfurt – Fulda – Kassel-Wilhelmshöhe – Göttingen – Hannover – Bremen – Oldenburg (Oldb)                                                                                | ein Zug sonntags bis freitags                                                                                                |
| ICE 26              | (Stralsund –) Hamburg – Kassel-Wilhelmshöhe – Gießen – Frankfurt – Heidelberg – Karlsruhe ( – Offenburg – St. Georgen (Schwarzw) – Villingen (Schwarzw) – Donaueschingen – Singen (Hohentwiel) – Radolfzell – Konstanz) | zusammen mit IC-Linie 26 Zweistundentakt; vom 26. Mai bis 10. September 2023 ICE-Linie 26 freitags und samstags bis Konstanz |
| ICE 41              | (Dortmund –) Essen – Duisburg – Düsseldorf – Köln Messe/Deutz – Frankfurt Flughafen – Frankfurt – Aschaffenburg – Würzburg – Nürnberg – München                                                                         | Stundentakt |
| ICE 49              | (Dortmund – Hagen – Wuppertal – Solingen –) Köln – Siegburg/Bonn – Montabaur – Limburg Süd – Frankfurt Flughafen – Frankfurt                                                                                            | einzelne Züge |
| ICE 50              | Dresden – Leipzig – Erfurt – Gotha – Eisenach – Fulda – Frankfurt – Frankfurt Flughafen – Mainz – Wiesbaden | Zweistundentakt |
| ICE 78              | Amsterdam – Arnhem – Duisburg – Köln – Frankfurt Flughafen – Frankfurt | Zweistundentakt |
| ICE 79              | Brüssel – Liège-Guillemins – Aachen – Köln – Frankfurt Flughafen – Frankfurt | Zweistundentakt |
| ICE/TGV 82          | Frankfurt – Mannheim – Kaiserslautern – Saarbrücken/– Karlsruhe – Strasbourg – Paris Est | Zweistundentakt |
| TGV 84              | Frankfurt – Mannheim – Karlsruhe – Baden-Baden – Strasbourg – Mulhouse-Ville – Belfort-Montbéliard – Besançon Franche-Comté – Chalon-sur-Saône – Lyon-Part-Dieu – Avignon – Aix-en-Provence – Marseille                 | ein Zugpaar |
| TGV                 | Frankfurt – Mannheim – Karlsruhe – Strasbourg – Lorraine TGV – Meuse TGV – Champagne-Ardenne – Marne la Vallée-Chessy – (Paris) Massy TGV – Saint-Pierre-des-Corps – Poitiers – Angoulême – Bordeaux                    | ein Zugpaar samstags (8. Juli bis 26. August)                                                                                |
| ECE 151             | Frankfurt – Mannheim – Karlsruhe – Baden-Baden – Freiburg (Breisgau) Hbf – Basel Bad Bf – Basel SBB – Olten – Luzern – Arth-Goldau – Bellinzona – Lugano – Chiasso – Como S. Giovanni – Monza – Mailand                 | ein Zug |
| ECE 52              | Mailand – Stresa – Domodossola – Brig – Visp – Spiez – Thun – Bern – Olten – Basel SBB – Basel Bad Bf – Freiburg(Breisgau) Hbf – Karlsruhe – Mannheim – Frankfurt                                                       | ein Zug |
| ICE 91              | (Dortmund – Essen – Duisburg – Düsseldorf – Köln – Bonn – Koblenz – Mainz – Frankfurt Flughafen –) Frankfurt – Würzburg – Nürnberg – Regensburg – Passau – Linz – Wien                                                  | Zweistundentakt |
| IC 26               | Westerland – Hamburg – Kassel-Wilhelmshöhe – Gießen – Frankfurt – Heidelberg – Karlsruhe | zusammen mit ICE-Linie 26 Zweistundentakt bis Hamburg                                                                        |
| IC 34               | (Stuttgart –) Frankfurt – Wetzlar – Siegen – Iserlohn-Letmathe – Witten – Dortmund ( – Hamm – Münster) | Zwei- bzw. Vierstundentakt                                                                                                   |
| ICE/EC 62           | Frankfurt – Darmstadt – Heidelberg – Stuttgart – Augsburg – München – Salzburg – Linz oder – Graz oder – Villach – Klagenfurt                                                                                           | vier Zugpaare |

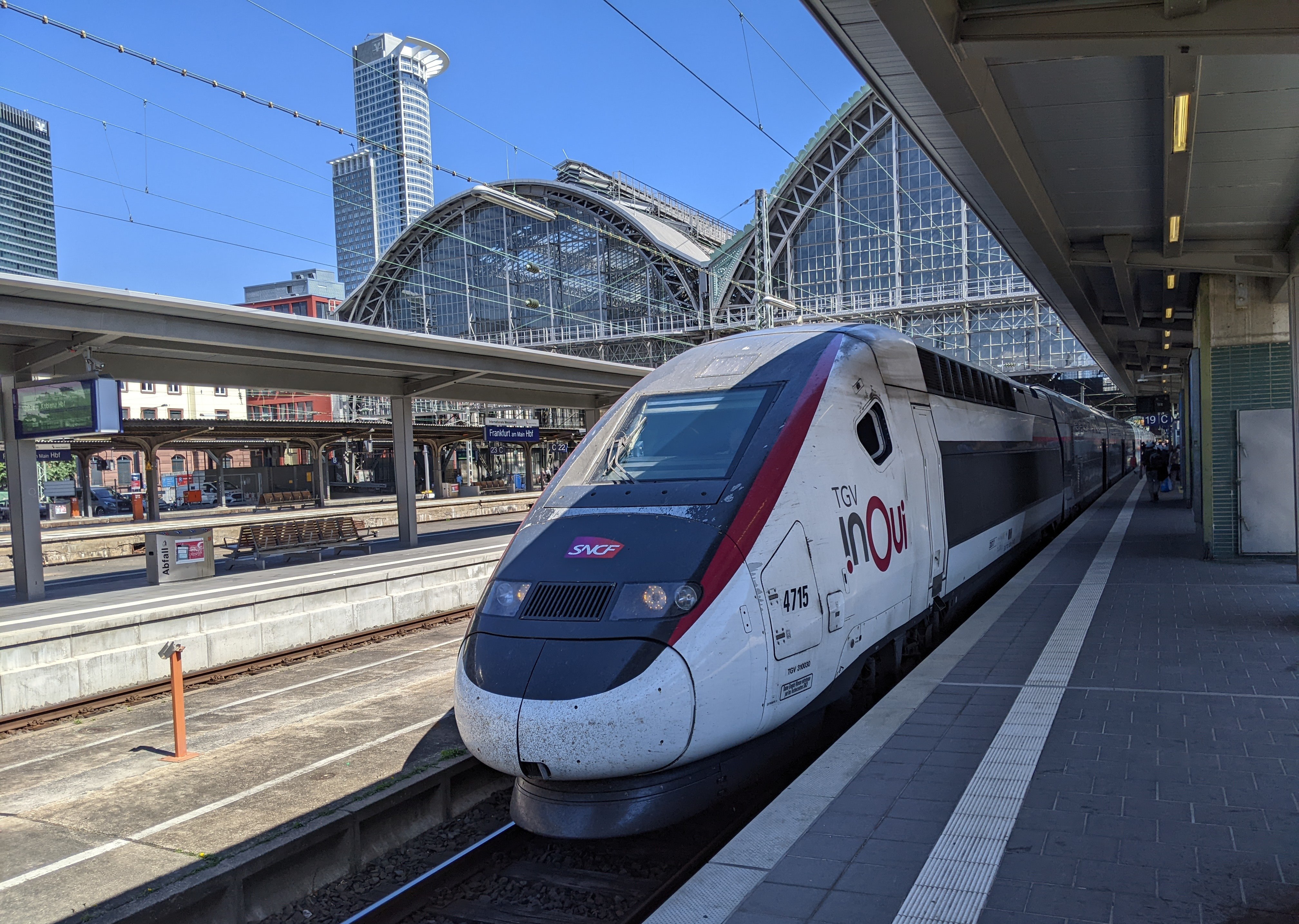
TGV in Frankfurt

Zusätzlich verkehren an Wochenenden ergänzende Intercity-Züge von Frankfurt über Fulda nach Leipzig, Berlin und Westerland, die die Schnellfahrstrecken nutzen. Einmal täglich verkehrt auf der Strecke Frankfurt–Paris ein TGV-Zugpaar, ebenso gibt es seit dem 23. März ein TGV-Zugpaar über Karlsruhe, Straßburg und Lyon nach Marseille. Über verschiedene Hochgeschwindigkeitsstrecken sind die meisten Großstädte Deutschlands wie auch die im nahen Ausland innerhalb weniger Stunden erreichbar.
Von Dezember 2015 bis August 2016 war hier an einzelnen Wochentagen das südliche Ende des Hamburg-Köln-Expresses, der aufgrund mangelnder Fahrgastnachfrage seit September 2016 wieder in Köln beginnt bzw. endet.
Ende der 1960er Jahre wurden in Frankfurt mehr als 1200 Ein- und Ausfahrten pro Tag gezählt. 1977 wurden rund 180.000 Fahrgäste pro Tag gezählt. Mit 270 regelmäßig über den Hauptbahnhof verkehrenden Fernzügen pro Tag war der Hauptbahnhof im Sommerfahrplan 1989 der achtbedeutendste Knoten im Netz der Deutschen Bundesbahn. Im Jahresfahrplan 2004 war der Knoten Frankfurt am Main (Hauptbahnhof mit anderen Bahnhöfen) mit 470 regelmäßig verkehrenden Fernverkehrszügen pro Tag der bedeutendste Knoten im Netz der Deutschen Bahn. Im Jahr 2014 entfielen 35 Prozent der im Eisenbahnknoten Frankfurt entstandenen 480.749 Verspätungsminuten des Fernverkehrs auf den Frankfurter Hauptbahnhof.

### Regional- und S-Bahn-Verkehr

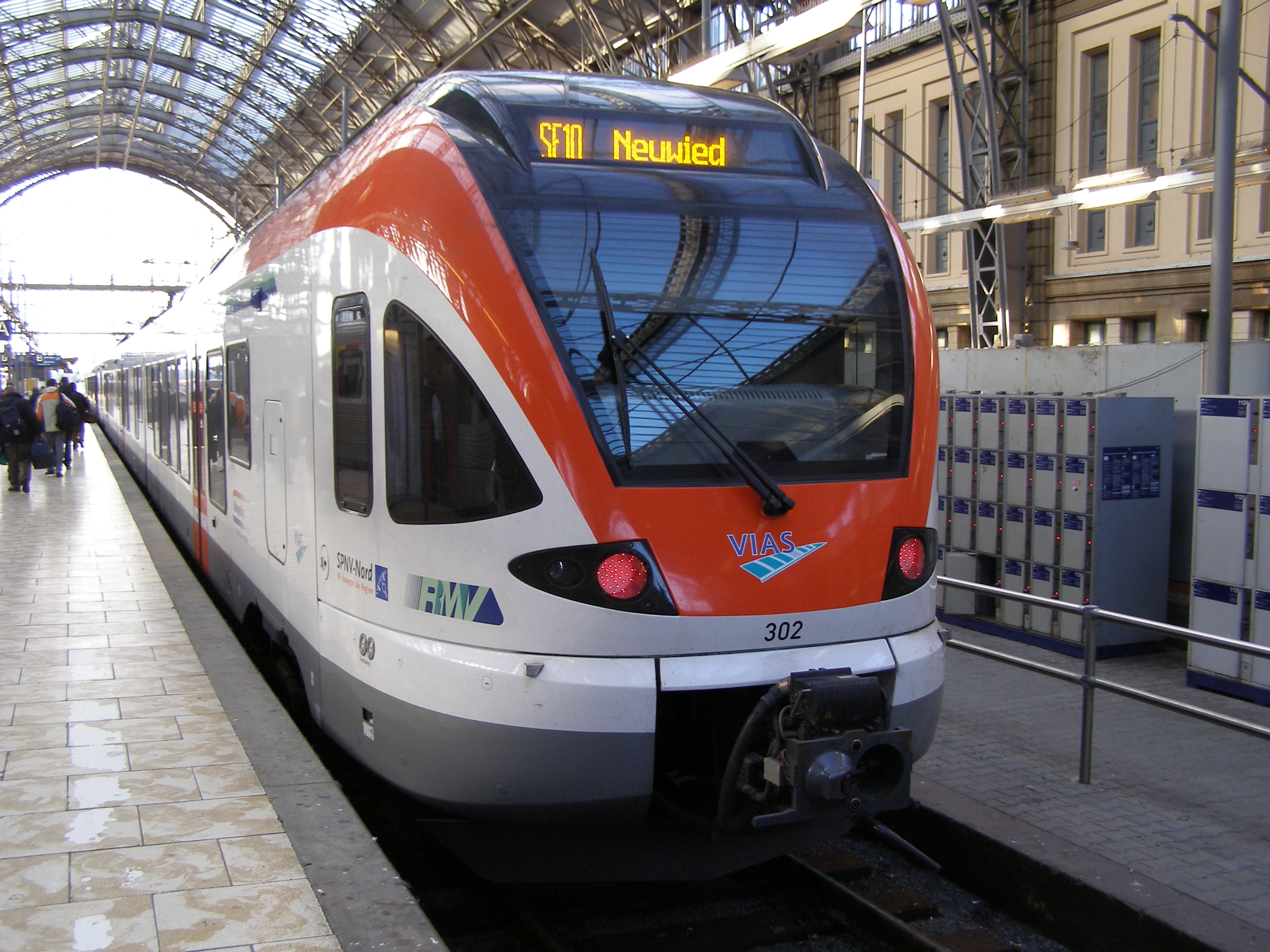
VIAS Flirt als RB10 nach Neuwied

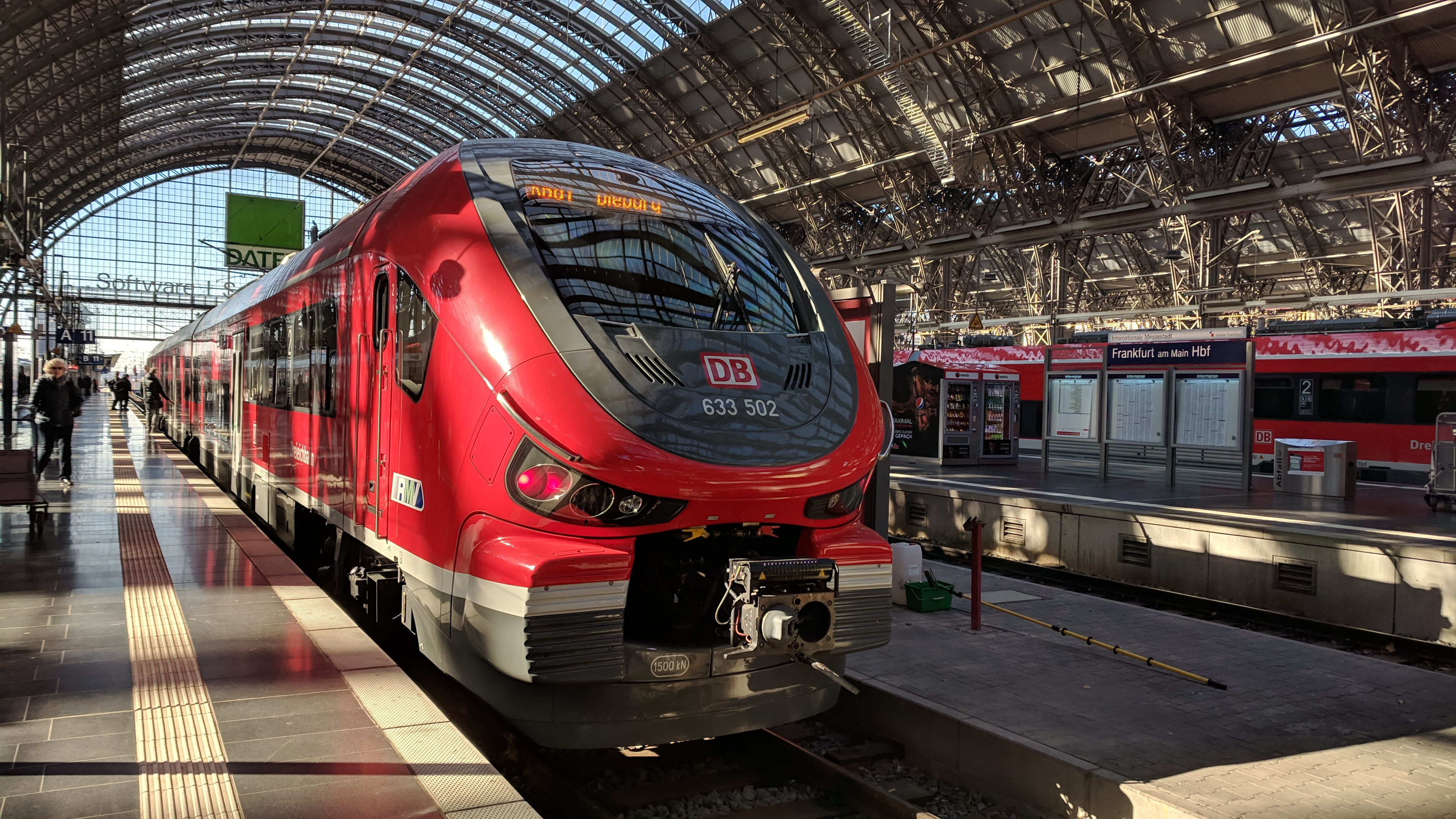
DB 633 502 als RB61 nach Dieburg

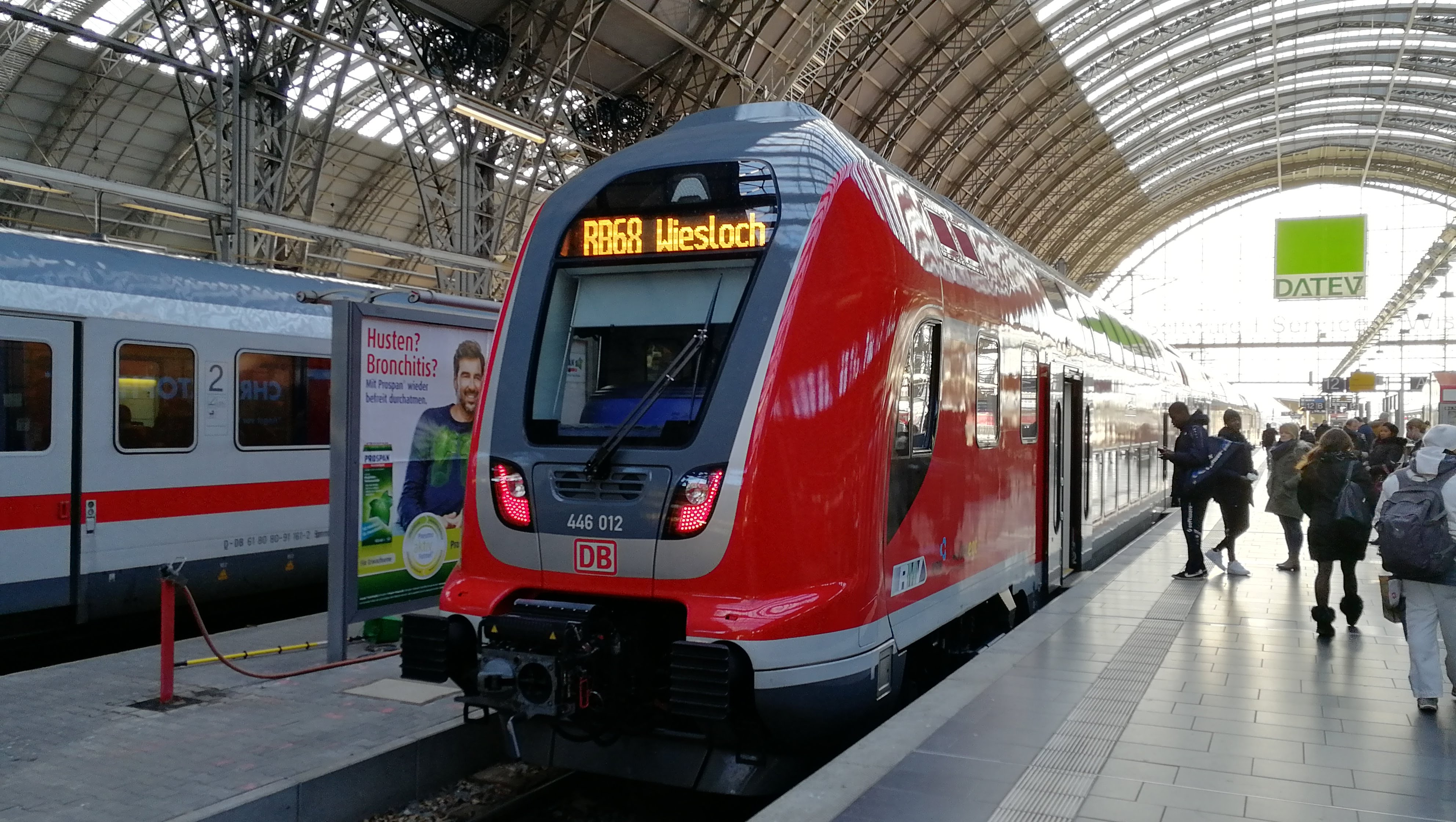
DB 446 als RB68 nach Wiesloch-Walldorf

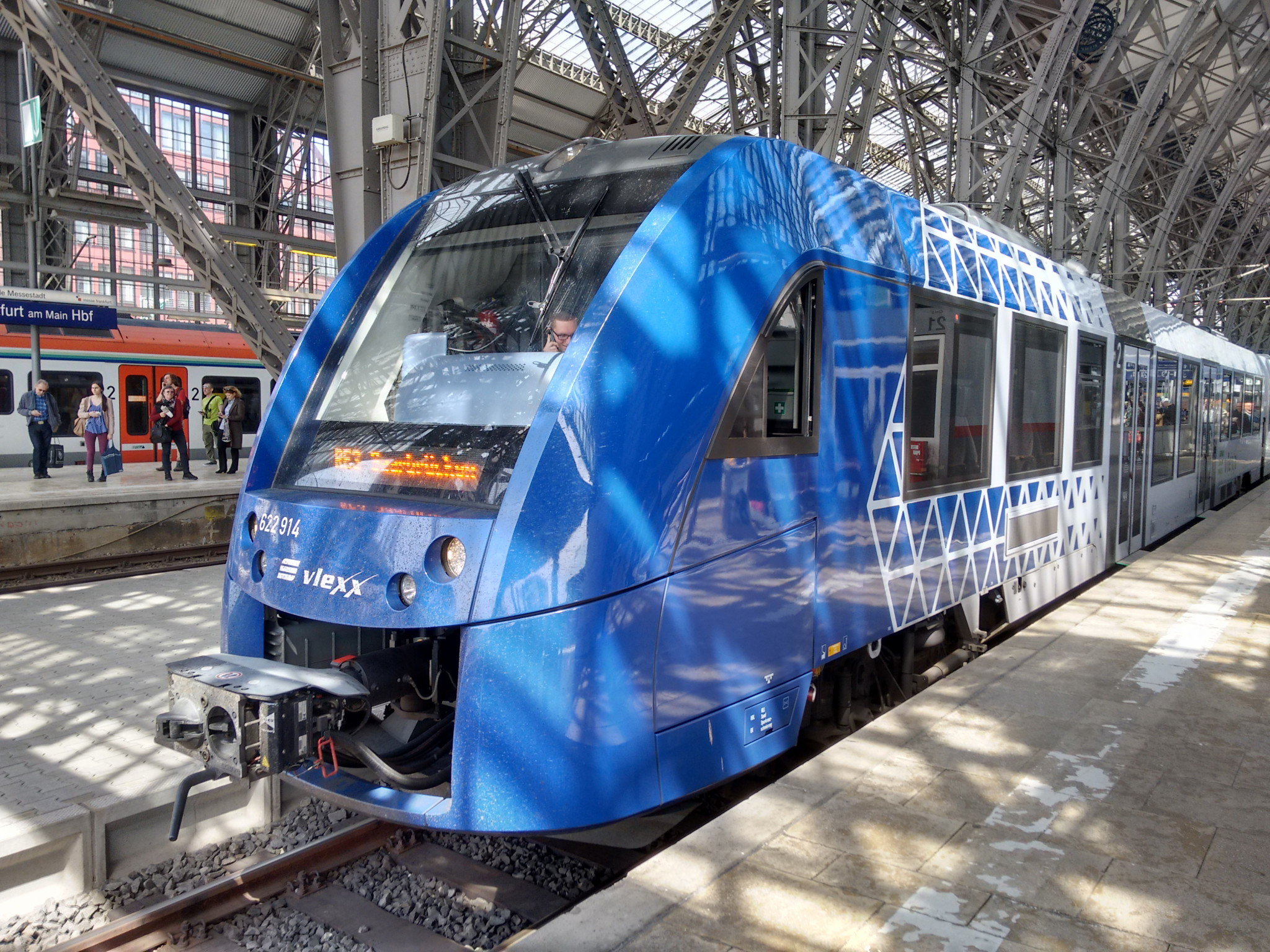
vlexx 622 914 LINT 54 als RE 3 Frankfurt → Saarbrücken in Frankfurt (Main) Hauptbahnhof

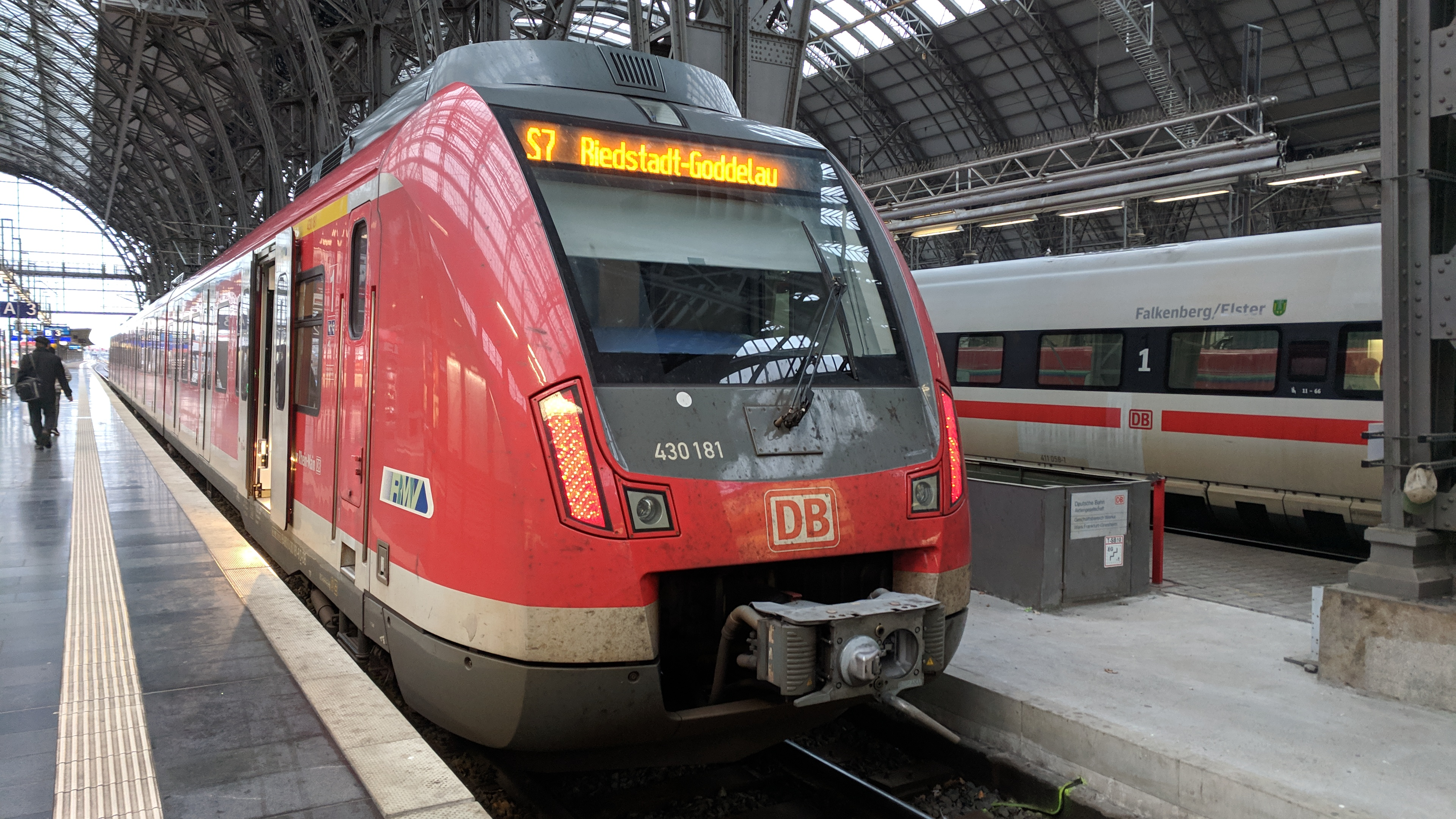
DB 430 181 als S7 nach Riedstadt

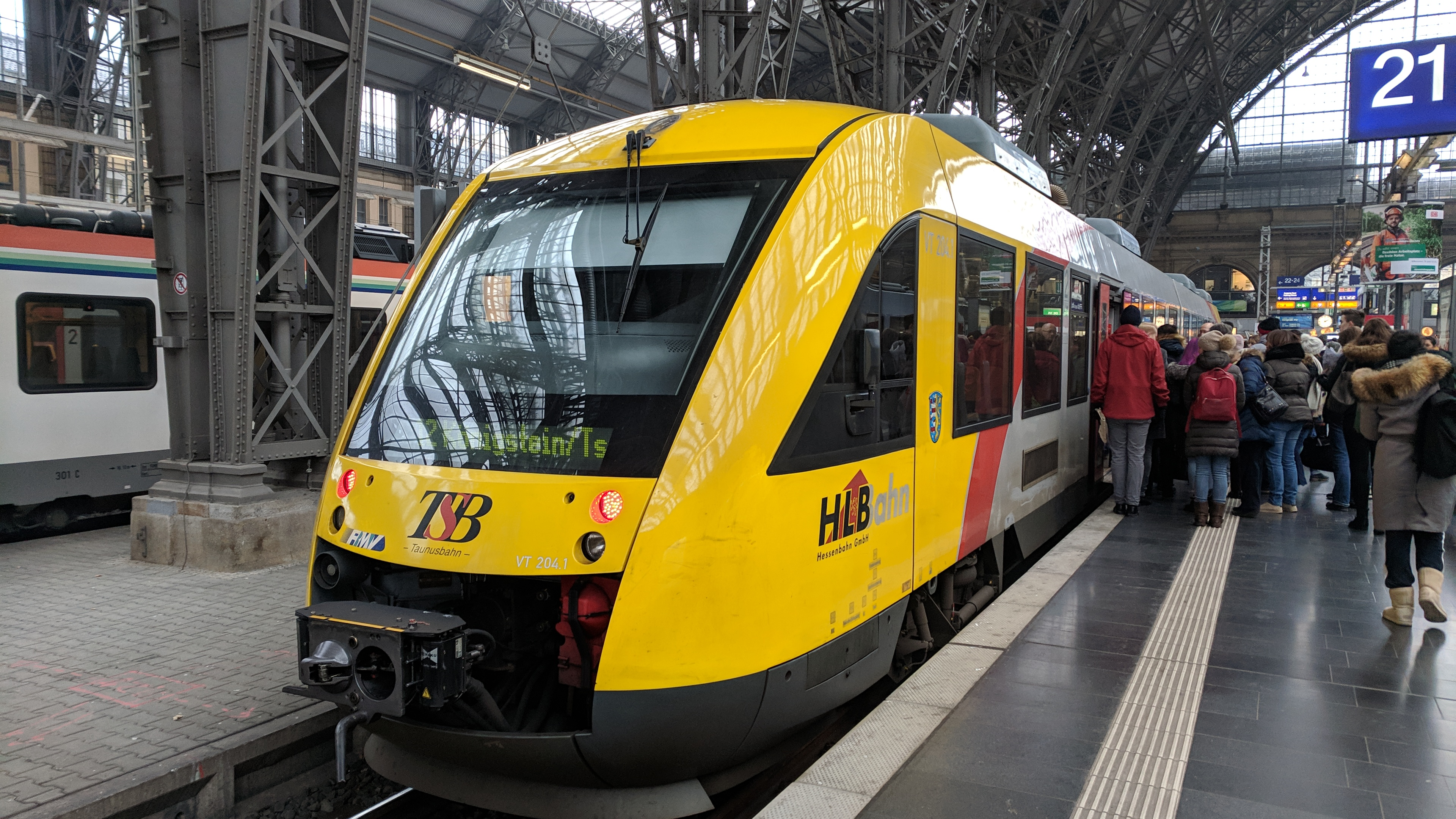
HLB VT204.1 als RB12 nach Königstein im Taunus

Im Schienenpersonennahverkehr passieren an Spitzentagen etwa 650 Regionalverkehrszüge und 120 S-Bahn-Züge den Kopfbahnhof. Zu den Hauptverkehrszeiten (d. h. zwischen 6 und 9 Uhr sowie 14 bis 19 Uhr) verkehren jeweils etwa 80 Verstärkerzüge. Die Auflistung der unterirdisch haltenden S-Bahn-Linien finden sich im Artikel zum Tiefbahnhof.
| Linie       | Strecke | Takt |
| ----------- | --- | --- |
| RE 2        | SÜWEX: Frankfurt (Main) Hbf – Frankfurt-Niederrad – Frankfurt (Main) Flughafen Regionalbf – Rüsselsheim – Mainz-Bischofsheim – Mainz Römisches Theater – Mainz Hbf – Ingelheim – Bingen (Rhein) Hbf – Bacharach – Oberwesel – Boppard Hbf – Koblenz Hbf Stand: Fahrplanwechsel Dezember 2021 | 120 min (zus. Züge wochentags zur HVZ)                                                                                                   |
| RE 3        | Nahe-Express: Frankfurt (Main) Hbf – Frankfurt-Niederrad – Frankfurt (Main) Flughafen Regionalbf – Rüsselsheim – Mainz-Bischofsheim – Mainz Römisches Theater – Mainz Hbf – Ingelheim – Bad Kreuznach – Bad Münster am Stein – Bad Sobernheim – Kirn – Idar-Oberstein – Türkismühle – St. Wendel – Neunkirchen (Saar) Hbf – Saarbrücken Hbf Stand: Fahrplanwechsel Dezember 2021 | 120 min (zus. Züge wochentags zur HVZ)                                                                                                   |
| RE 4        | SÜWEX: Karlsruhe Hbf – Graben-Neudorf – Philippsburg (Baden) – Germersheim – Speyer Hbf – Schifferstadt – Ludwigshafen (Rhein) Hbf – Frankenthal Hbf – Worms Hbf (→ Osthofen → Guntersblum → Oppenheim → Nierstein → Mainz Römisches Theater) (ein Zug) – Mainz Hbf – Hochheim (Main) – Frankfurt-Höchst – Frankfurt (Main) Hbf Stand: Fahrplanwechsel Dezember 2021 | 120 min |
| RE 5        | Kinzigtalbahn: Frankfurt (Main) Hbf – Frankfurt (Main) Süd – Hanau Hbf – Bad Soden-Salmünster – Schlüchtern – Fulda – Hünfeld – Bad Hersfeld – Bebra Stand: Fahrplanwechsel Dezember 2021 | einzelne Züge |
| RE 9        | RheingauExpress: Eltville – Niederwalluf – Wiesbaden-Schierstein – Wiesbaden-Biebrich – Mainz-Kastel – Frankfurt-Höchst – Frankfurt (Main) Hbf Stand: Fahrplanwechsel Dezember 2023 | 60 min (nur zur HVZ) |
| RE 13       | Frankfurt – Frankfurt Flughafen – Rüsselsheim – Mainz – Alzey | einzelne Züge (nur HVZ) |
| RE 14       | SÜWEX: Mannheim Hbf – Ludwigshafen (Rhein) Mitte – (Ludwigshafen (Rhein) Hbf –)* Frankenthal Hbf – Worms Hbf – (Osthofen – Guntersblum – Oppenheim – Nierstein – Mainz Römisches Theater –)* Mainz Hbf – Hochheim (Main) – Frankfurt-Höchst – Frankfurt (Main) Hbf * einzelne Züge Stand: Fahrplanwechsel Dezember 2021 | 120 min |
| RE 20       | Main-Lahn-Bahn: Frankfurt (Main) Hbf – Frankfurt-Höchst – Hofheim (Taunus) – Niedernhausen (Taunus) – Idstein (Taunus) – Bad Camberg – Niederbrechen – Eschhofen – Limburg (Lahn) Stand: Fahrplanwechsel Dezember 2021 | 60 min (wochentags zur HVZ) |
| RE 30       | Main-Weser-Bahn: Frankfurt (Main) Hbf – (Frankfurt (Main) West –)* Friedberg (Hess) – (Bad Nauheim – Ostheim (b Butzbach) – Butzbach – Kirch Göns – Lang Göns – Großen Linden –)* Gießen – (Lollar – Friedelhausen – Fronhausen (Lahn) – Niederwalgern – Marburg Süd –)* Marburg (Lahn) – Kirchhain (Bz Kassel) – Stadtallendorf – Neustadt (Kr Marburg) – Treysa – Borken (Hess) – Wabern (Bz Kassel) – Kassel-Wilhelmshöhe – Kassel Hbf * nur einzelne Züge Stand: Fahrplanwechsel Dezember 2021 | 120 min (Frankf.–Gießen/Marburg Verstärkerzüge)                                                                                          |
| RE 50       | Kinzigtalbahn: Frankfurt (Main) Hbf – Frankfurt (Main) Süd – Offenbach (Main) Hbf – Hanau Hbf – Langenselbold – Gelnhausen – Wächtersbach – Bad Soden-Salmünster – Steinau (Straße) – Schlüchtern – Flieden – Neuhof (Kr Fulda) – Fulda (– Hünfeld – Bad Hersfeld – Bebra) (einzelne Züge) Stand: Fahrplanwechsel Dezember 2021 | 60 min (Verstärker zur HVZ) |
| RE 54       | Main-Spessart-Express: Frankfurt (Main) Hbf – Frankfurt (Main) Süd – Frankfurt Ost – Frankfurt-Mainkur – Maintal West – Maintal Ost – Hanau-Wilhelmsbad – Hanau West – Hanau Hbf – Kahl (Main) – Dettingen (Main) – Kleinostheim – Aschaffenburg Hbf – Heigenbrücken – Wiesthal – Partenstein – Lohr Bf – Langenprozelten – Gemünden (Main) – Karlstadt (Main) – Retzbach-Zellingen – Würzburg Hbf – Schweinfurt Hbf – Haßfurt – Bamberg Stand: Fahrplanwechsel Dezember 2021 | 120 min (mit Lücken zur HVZ) |
| RE 55       | Main-Spessart-Express: Frankfurt (Main) Hbf – Frankfurt (Main) Süd – Offenbach (Main) Hbf – Hanau Hbf – Kahl (Main) – Dettingen (Main) – Kleinostheim – Aschaffenburg Hbf – Heigenbrücken – Wiesthal – Partenstein – Lohr Bf – Langenprozelten – Gemünden (Main) – Karlstadt (Main) – Retzbach-Zellingen – Würzburg Hbf (– Schweinfurt Hbf – Haßfurt – Bamberg) Stand: Fahrplanwechsel Dezember 2021 | 120 min (Frankfurt–Würzburg; zus. Züge zur HVZ) einzelne Züge zur HVZ (Würzburg–Bamberg)                                                 |
| RE 60       | Main-Neckar-Bahn: Frankfurt (Main) Hbf – Langen (Hess) – Darmstadt Hbf – Bickenbach (Bergstr) – Zwingenberg (Bergstr) – Bensheim – Heppenheim (Bergstr) – Hemsbach – Weinheim Hbf – Ladenburg – Neu-Edingen/Friedrichsfeld – Mannheim Hbf Stand: Fahrplanwechsel Dezember 2021 | 60/120 min |
| RE 70       | Main-Neckar-Ried-Express: Frankfurt (Main) Hbf – Frankfurt-Niederrad – (Frankfurt am Main Stadion – Zeppelinheim –)* Walldorf (Hessen) – Mörfelden – Groß Gerau-Dornberg – (Groß Gerau-Dornheim – Riedstadt-Wolfskehlen –)* Riedstadt-Goddelau – Stockstadt (Rhein) – Biebesheim – Gernsheim – Groß-Rohrheim – Biblis – (Bobstadt –)* Bürstadt – Lampertheim – Mannheim-Waldhof – (Mannheim-Luzenberg – Mannheim-Neckarstadt – Mannheim-Handelshafen –)* Mannheim Hbf * nur einzelne Züge Stand: Fahrplanwechsel Dezember 2021 | 60 min |
| RE 85       | Odenwaldbahn: Frankfurt (Main) Hbf – Frankfurt (Main) Süd – Offenbach (Main) Hbf / (Frankfurt (Main) Ost – Maintal Ost → Hanau West →) – Hanau Hbf – Hainburg-Hainstadt – Seligenstadt (Hess) – Babenhausen (Hess) – Groß-Umstadt Mitte – Groß-Umstadt Wiebelsbach – Höchst (Odenw) – Bad König – Michelstadt – Erbach (Odenw) Stand: Fahrplanwechsel Juni 2022 | 60 min (Frankfurt–Babenhausen) 120 min (Babenhausen–Erbach)                                                                              |
| RE 98 RE 99 | Main-Sieg-Express: Zugteil 1: RE 98 Kassel Hbf – Kassel-Wilhelmshöhe – Baunatal-Guntershausen – Edermünde-Grifte – Felsberg-Wolfershausen – Felsberg-Altenbrunslar – Felsberg-Gensungen – Wabern (Bz Kassel) – Singlis – Borken (Hess) – Zimmersrode – Schlierbach (Kr Schwalm-Eder) – Treysa – Schwalmstadt-Wiera – Neustadt (Kr Marburg) – Stadtallendorf – Kirchhain (Bz Kassel) – Marburg (Lahn) – Gießen Zugteil 2: RE 99 Siegen Hbf – Haiger – Dillenburg – Herborn (Dillkr) – Wetzlar – Gießen Flügelung bzw. Zusammenführung: Gießen – Friedberg (Hess) – Frankfurt (Main) West (einzelne Züge im Berufsverkehr) – Frankfurt (Main) Hbf Stand: Fahrplanwechsel Dezember 2021 | 120 min |
| RB 10       | RheingauLinie: Frankfurt (Main) Hbf – Frankfurt-Höchst – Mainz-Kastel – Wiesbaden Hbf – Wiesbaden-Biebrich – Wiesbaden-Schierstein – Niederwalluf – Eltville – Erbach (Rheingau) – Hattenheim – Oestrich-Winkel – Geisenheim – Rüdesheim (Rhein) – Assmannshausen – Lorch (Rhein) – Lorchhausen – Kaub – St. Goarshausen – Kestert – Kamp-Bornhofen – Filsen – Osterspai – Braubach – Oberlahnstein – Niederlahnstein – Koblenz Hbf – Koblenz Stadtmitte – Neuwied Stand: Fahrplanwechsel Dezember 2023 | 60 min 30 min (Frankf.–Assmannshausen) 30 min (Frankf.–KO Hbf zur HVZ)                                                                   |
| RB 12       | Königsteiner Bahn: Frankfurt (Main) Hbf – Frankfurt-Höchst – Unterliederbach – Liederbach Süd – Liederbach – Kelkheim-Münster – Kelkheim – Kelkheim-Hornau – Schneidhain – Königstein (Taunus) Stand: Fahrplanwechsel Dezember 2022 | 30 min (werktags) 60 min (sonn-/feiertags)                                                                                               |
| RB 15       | Frankfurt (Main) Hbf – Frankfurt-Rödelheim – Oberursel (Taunus) – Bad Homburg – Seulberg – Friedrichsdorf (Taunus) – Köppern – Saalburg (Taunus) – Wehrheim – Neu-Anspach – Hausen (Taunus) – Usingen – Wilhelmsdorf (Taunus) – Hundstadt – Grävenwiesbach – Hasselborn – Brandoberndorf Stand: Fahrplanwechsel Dezember 2022 | 60 min (nur HVZ) |
| RB 22       | Main-Lahn-Bahn: Frankfurt (Main) Hbf – Frankfurt-Höchst – Hofheim (Taunus) – Niedernhausen (Taunus) – Idstein (Taunus) – Wörsdorf – Bad Camberg – Niederselters – Oberbrechen – Niederbrechen – Lindenholzhausen – Eschhofen – Limburg (Lahn) Stand: Fahrplanwechsel Dezember 2021 | 30/60 min (+ Verstärker zur HVZ) |
| RB 31       | Frankfurt (Main) Hbf – Frankfurt (Main) Flughafen Regionalbf – Rüsselsheim – Mainz Römisches Theater – Mainz Hbf – Mainz Waggonfabrik – Mainz-Gonsenheim – Mainz-Marienborn – Klein Winternheim-Ober Olm – Nieder Olm – Saulheim – Wörrstadt – Armsheim – Albig – Alzey (– Alzey West – Wahlheim (Kr. Alzey) – Freimersheim – Kirchheimbolanden) (Alzey→Kirchheimb. morgens/vorm., Kirchheimb.→Alzey nachm./abends) Stand: Fahrplanwechsel Dezember 2021 | einzelne Züge zur HVZ |
| RB 33       | Frankfurt (Main) Hbf – Frankfurt (Main) Flughafen Regionalbf – Rüsselsheim – Mainz Römisches Theater – Mainz Hbf – Bad Kreuznach – Bad Münster am Stein – Bad Sobernheim – Kirn – Idar-Oberstein | einzelne Züge im Früh- und Spätverkehr                                                                                                   |
| RB 34       | Niddertalbahn: Frankfurt (Main) Hbf – Frankfurt (Main) West – Bad Vilbel – Bad Vilbel-Gronau – Niederdorfelden – Schöneck-Oberdorfelden – Schöneck-Kilianstädten – Schöneck-Büdesheim – Nidderau-Windecken – Nidderau – Nidderau-Eichen – Altenstadt-Höchst – Altenstadt (Hess) – Altenstadt-Lindheim – Glauburg-Glauberg – Glauburg-Stockheim Stand: Fahrplanwechsel Dezember 2021 | 30/60 min (wochentags) 60 min (samstags)                                                                                                 |
| RB 37       | Mittelhessen-Express: Frankfurt (Main) Hbf – Frankfurt (Main) West – Bad Vilbel – Friedberg (Hess) – Ostheim (b Butzbach) – Butzbach – Kirch Göns – Lang Göns – Großen Linden – Gießen Stand: Fahrplanwechsel Dezember 2024 | 240 min |
| RB 40       | Mittelhessen-Express: Frankfurt (Main) Hbf – Frankfurt (Main) West (– Bad Vilbel) (zweistdl.) – Friedberg (Hess) – Bad Nauheim (– Ostheim (b Butzbach)) (zweistdl.) – Butzbach (– Kirch Göns – Lang Göns – Großen Linden) (zweistdl.) – Gießen – Dutenhofen (Kr Wetzlar) – Wetzlar – Aßlar – Werdorf – Ehringshausen (Kr Wetzlar) – Katzenfurt – Edingen (Kr Wetzlar) – Sinn – Herborn (Dillkr) – Burg (Dillkr) Nord – Niederscheld (Dillkr) Süd – Dillenburg Flügelung in Gießen. Zugteil nach Marburg/Treysa als RB 41. Stand: Fahrplanwechsel Dezember 2021 | 40/80 min (Frankf.–Gießen) 60 min (Gießen–Dillenburg)                                                                                    |
| RB 41       | Mittelhessen-Express: Frankfurt (Main) Hbf – Frankfurt (Main) West (– Bad Vilbel) (zweistdl.) – Friedberg (Hess) – Bad Nauheim (– Ostheim (b Butzbach)) (zweistdl.) – Butzbach (– Kirch Göns – Lang Göns – Großen Linden) (zweistdl.) – Gießen – Gießen Oswaldsgarten – Lollar – Friedelhausen – Fronhausen (Lahn) – Niederwalgern – Niederweimar – Marburg Süd – Marburg (Lahn) – Cölbe – Bürgeln – Anzefahr – Kirchhain (Bz Kassel) – Stadtallendorf (– Neustadt (Kr Marburg) – Schwalmstadt-Wiera – Treysa) (wochentags) Flügelung in Gießen. Zugteil nach Dillenburg als RB 40. Stand: Fahrplanwechsel Dezember 2021                                                             | 60 min 40/80 min (Frankf.–Gießen) 30 min (Gießen–Marb. wochentags) 120 min (Marb.–Stadtallend. Wochenende) 120 min (Stadtallend.–Treysa) |
| RB 48       | Horlofftalbahn: Frankfurt (Main) Hbf – Frankfurt (Main) West – Bad Vilbel – Friedberg (Hess) – Dorheim (Wetterau) – Beienheim – Weckesheim – Reichelsheim (Wetterau) – Gettenau-Bingenheim – Echzell – Ober-Widdersheim Häuserhof – Bad Salzhausen – Nidda Stand: Fahrplanwechsel Dezember 2021 | einzelne Züge zur HVZ |
| RB 51       | Kinzigtalbahn: Frankfurt (Main) Hbf – Frankfurt (Main) Süd – Offenbach (Main) Hbf – Hanau Hbf – Wolfgang (Kr Hanau) – Rodenbach (b Hanau) – Langenselbold – Niedermittlau – Hailer-Meerholz – Gelnhausen – Haitz-Höchst – Wirtheim – Wächtersbach (– Bad Soden-Salmünster) (nur zur HVZ) Stand: Fahrplanwechsel Dezember 2021 | 60 min 20/40 min (wochentags zur HVZ) |
| RB 58       | Frankfurt (Main) Hbf – Frankfurt (Main) Süd – Frankfurt Ost – Frankfurt-Mainkur – Maintal West – Maintal Ost – Hanau-Wilhelmsbad – Hanau West – Hanau Hbf – Großauheim (Kr Hanau) – Großkrotzenburg – Kahl (Main) – Dettingen (Main) – Rückersbacher Schlucht – Kleinostheim – Aschaffenburg Hbf – Hösbach – Laufach Stand: Fahrplanwechsel Dezember 2021 | 60 min (nur HVZ) |
| RB 61       | Dreieichbahn: Frankfurt (Main) Hbf – (Neu Isenburg –) (Wochenende) Dreieich-Buchschlag – Dreieich-Sprendlingen – Dreieich-Weibelfeld – Dreieich-Dreieichenhain – Dreieich-Götzenhain – Dreieich-Offenthal – Rödermark-Urberach – Rödermark Ober-Roden – Eppertshausen – Münster (b Dieburg) – Dieburg Stand: Fahrplanwechsel Dezember 2021 | 60 min |
| RB 67       | Main-Neckar-Bahn: Frankfurt (Main) Hbf – Langen (Hess) – Darmstadt Hbf – Darmstadt Süd – Darmstadt-Eberstadt – Bickenbach (Bergstr) – Hähnlein-Alsbach – Zwingenberg (Bergstr) – Bensheim-Auerbach – Bensheim – Heppenheim (Bergstr) – Laudenbach (Bergstr) – Hemsbach – Weinheim (Bergstr) Hbf – Weinheim-Lützelsachsen – Heddesheim/Hirschberg – Ladenburg – Neu-Edingen/Friedrichsfeld – (Mannheim-Seckenheim – Mannheim ARENA/Maimarkt – Mannheim Hbf) (einzelne Züge in Tagesrandlage) / Schwetzingen (– Hockenheim) (HVZ) Flügelung in Neu-Edingen/Friedrichsfeld. Zugteil nach Heidelberg als RB 68. Stand: Fahrplanwechsel Dezember 2021                                     | 60 min |
| RB 68       | Main-Neckar-Bahn: Frankfurt (Main) Hbf – Langen (Hess) – Darmstadt Hbf – Darmstadt Süd – Darmstadt-Eberstadt – Bickenbach (Bergstr) – Hähnlein-Alsbach – Zwingenberg (Bergstr) – Bensheim-Auerbach – Bensheim – Heppenheim (Bergstr) – Laudenbach (Bergstr) – Hemsbach – Weinheim (Bergstr) Hbf – Weinheim-Lützelsachsen – Heddesheim/Hirschberg – Ladenburg – Neu-Edingen/Friedrichsfeld – Heidelberg-Pfaffengrund/Wieblingen – Heidelberg Hbf (– Heidelberg-Kirchheim/Rohrbach – St Ilgen-Sandhausen – Wiesloch-Walldorf) (wochentags) Flügelung in Neu-Edingen/Friedrichsfeld. Zugteil nach Schwetzingen/Mannheim als RB 67. Stand: Fahrplanwechsel Dezember 2021                 | 60 min |
| RB 82       | Odenwaldbahn: Frankfurt (Main) Hbf – Darmstadt Nord – Darmstadt Ost – Darmstadt Lichtwiese – Mühltal – Ober-Ramstadt – Reinheim (Odenw) – Otzberg-Lengfeld – Groß-Umstadt Wiebelsbach – Höchst Hetschbach – Höchst (Odenw) – Höchst Mümling-Grumbach – Bad König – Bad König Zell – Michelstadt – Erbach (Odenw) Nord – Erbach (Odenw) – Beerfelden-Hetzbach – Hesseneck-Schöllenbach – Hesseneck-Kailbach – Eberbach Stand: Fahrplanwechsel Juni 2022 | 60 min (Frankfurt–Erbach) 120 min (Erbach–Eberbach)                                                                                      |
| S7          | Riedstadt-Goddelau – Riedstadt-Wolfskehlen – Groß Gerau-Dornheim – Groß Gerau-Dornberg – Mörfelden – Walldorf (Hess) – Zeppelinheim – Frankfurt am Main Stadion – Frankfurt-Niederrad – Frankfurt (Main) Hbf | 21/39 min (Riedstadt–Frankfurt) 30 min (Frankfurt–Riedstadt)                                                                             |
| S8          | Kelsterbach – Frankfurt am Main Flughafen Regionalbahnhof – Frankfurt (Main) Gateway Gardens – Frankfurt am Main Stadion – Frankfurt-Niederrad – Frankfurt (Main) Hbf | 30 min (nur HVZ) |

### U-Bahn
Unter dem Bahnhofsvorplatz liegt eine U-Bahn-Station, die von den Linien U4 und U 5 bedient wird.

### Ausstattung
Die Hauptempfangshalle verfügt über ein Reisezentrum der Deutschen Bahn AG sowie über zahlreiche Fahrkartenautomaten. Die kleineren Empfangshallen enthalten Verwaltungs- und Geschäftsräume, zum Beispiel einen Markt im Bahnhof. Von der DB Lounge oder einem Café im Obergeschoss lässt sich die Perronhalle überblicken. Allerdings stehen auch erhebliche Flächen – insbesondere auf der Ebene des ersten Stockwerks – leer, so die Bereiche, die dort ehemals von der Post, der Kantine und dem Rail Transportation Office (RTO) der US-Streitkräfte genutzt wurden.

### Größe

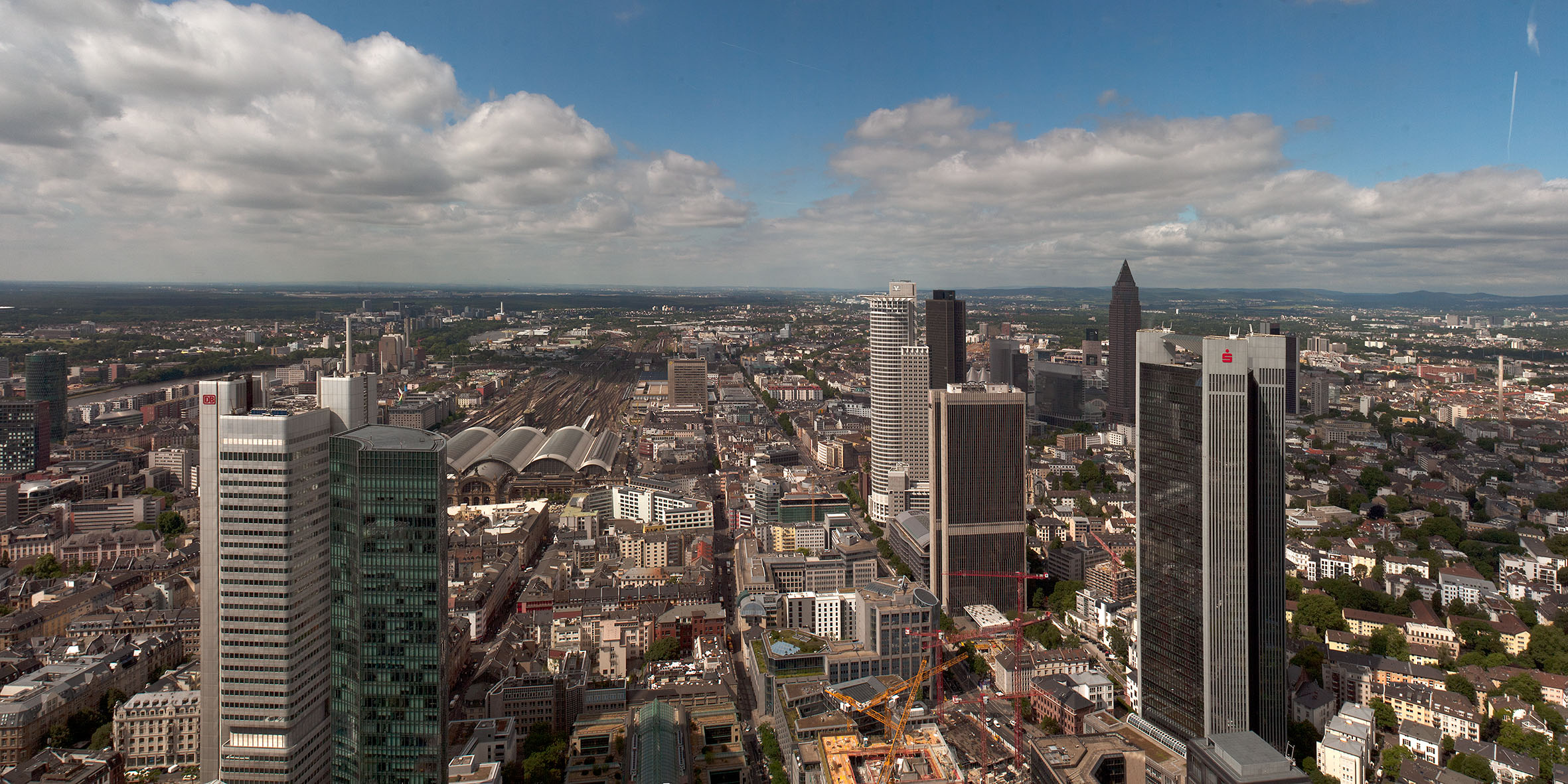
Areal des Frankfurter Hauptbahnhofs vom nahegelegenen Main Tower (linke Bildhälfte)

Nach dem Hamburger Hauptbahnhof (537.000 Reisende/Besucher pro Tag) steht der Frankfurter Hauptbahnhof mit täglich 493.000 im Besucher- und Fahrgastaufkommen bei den Personenbahnhöfen in Deutschland an zweiter Stelle, noch vor dem Münchner Hauptbahnhof mit 413.000 Reisenden/Besuchern.
Seiner Fläche nach gehört er zusammen mit dem Münchner Hauptbahnhof, Leipziger Hauptbahnhof und dem Zürcher Hauptbahnhof zu den größten Bahnhöfen Europas.
Mit 25 Bahnsteiggleisen hat der Frankfurter Hauptbahnhof mehr Bahnsteiggleise als der Leipziger Hauptbahnhof. Hinzu kommen die 4 Bahnsteiggleise im S-Bahn-Tiefbahnhof und 4 Bahnsteiggleise im U-Bahnhof. Die bebaute Fläche des Leipziger Hauptbahnhofes ist dagegen größer bei täglich 135.000 Reisenden und Besuchern. Die DB Station&Service stuft beide Bahnhöfe in die höchste Preisklasse ein.

## Sonstiges

### Kriminalität
2019 verzeichnete die Bundespolizei am Frankfurter Hauptbahnhof 4.787 Delikte, mehr als an jedem anderen deutschen Bahnhof. Der Bahnhof hat aufgrund seiner Kriminalität in Deutschland einen schlechten Ruf. Auch das angrenzende Bahnhofsviertel ist aufgrund von Prostituierten und Drogenhändlern in Verruf. Die Drogenszene sei „nirgendwo in Deutschland so groß, so öffentlich, so elendig, so verwahrlost wie im Frankfurter Bahnhofsviertel“. Die englische Boulevard-Postille The Sun warnte zur Europameisterschaft 2024 anreisende englische Fußballfans vor dem vermeintlich „größten Slum Deutschlands“ und „Zombieland“.

### Mauereidechse
Auf den Gleisanlagen gibt es ein Vorkommen der Mauereidechse.